# Liste der Baudenkmale in Bad Pyrmont
In der Liste der Baudenkmale in Bad Pyrmont sind die Baudenkmale der niedersächsischen Stadt Bad Pyrmont und ihrer Ortsteile aufgelistet.

## Allgemein
In den Spalten befinden sich folgende Informationen:
- Lage: die Adresse des Baudenkmales und die geographischen Koordinaten. Kartenansicht, um Koordinaten zu setzen. In der Kartenansicht sind Baudenkmale ohne Koordinaten mit einem roten Marker dargestellt und können in der Karte gesetzt werden. Baudenkmale ohne Bild sind mit einem blauen Marker gekennzeichnet, Baudenkmale mit Bild mit einem grünen Marker.
- Bezeichnung: Bezeichnung des Baudenkmales
- Beschreibung: die Beschreibung des Baudenkmales. Unter § 3 Abs. 2 NDSchG werden Einzeldenkmale und unter § 3 Abs. 3 NDSchG Gruppen baulicher Anlagen und deren Bestandteile ausgewiesen.
- ID: die Objekt-ID des Baudenkmales
- Bild: ein Bild des Baudenkmales, ggf. zusätzlich mit einem Link zu weiteren Fotos des Baudenkmals im Medienarchiv Wikimedia Commons. Wenn man auf das Kamerasymbol klickt, können Fotos zu Baudenkmalen aus dieser Liste hochgeladen werden:

## Baarsen
Baudenkmale im Ortsteil Baarsen.
| Lage                                    | Bezeichnung              | Beschreibung | ID       | Bild |
| --------------------------------------- | ------------------------ | --- | -------- | ---- |
| Baarsen 2 A 51° 56′ 49″ N, 9° 19′ 12″ O | Wohn-/Wirtschaftsgebäude | Zweigeschossiger Fachwerkbau, Hallenhaustyp in Stockwerksbauweise mit mittiger Längsdiele, erbaut um 1850.                             | 36411593 | BW   |
| Baarsen 16 51° 56′ 45″ N, 9° 19′ 11″ O  | Wohn-/Wirtschaftsgebäude | Zweigeschossiger Fachwerkbau, Vierständer mit leicht ausmittiger Längsdiele und Tor mit rundbogigem Sturz, laut Inschrift erbaut 1635. | 36411616 | BW   |

## Eichenborn
Baudenkmale im Ortsteil Eichenborn.
| Lage                                       | Bezeichnung               | Beschreibung | ID       | Bild |
| ------------------------------------------ | ------------------------- | --- | -------- | ---- |
| Lange Trift 51° 57′ 46″ N, 9° 19′ 58″ O    | Kriegerdenkmal Eichenborn | Kriegerdenkmal aus Natursteinquadern in zeittypischer Gestaltung, eingelassene Bronzetafeln mit den Namen der Gefallenen des Ersten und Zweiten Weltkriegs, eingeweiht 1929.                                                                  | 36417260 | BW   |
| K 43, km 8,915 51° 57′ 52″ N, 9° 20′ 30″ O | Grenzstein                | Grenzstein mit quadratischem Querschnitt, sichtbar nach oben verjüngend, relativ flaches aber erkennbares Zeltdach. Historische Grenze des preußischen Kreises Hameln-Pyrmont/Provinz Hannover und des braunschweigischen Kreises Holzminden. | 36417891 | BW   |

## Großenberg
In Großenberg sind keine Baudenkmale bekannt.

## Hagen
Baudenkmale im Ortsteil Hagen.
| Lage                                            | Bezeichnung              | Beschreibung | ID       | Bild |
| ----------------------------------------------- | ------------------------ | --- | -------- | ---- |
| Meintetalstraße 10 51° 58′ 23″ N, 9° 11′ 37″ O  | Wohn-/Wirtschaftsgebäude | Vierständerbau mit ausmittiger Längsdiele unter Satteldach, erbaut 1666. | 36417282 |      |
| Meintetalstraße 12 51° 58′ 23″ N, 9° 11′ 39″ O  | Wohn-/Wirtschaftsgebäude | Vierständerbau mit mittiger Längsdiele unter Satteldach, erbaut 1748. | 36417305 |      |
| Pyrmonter Straße 51° 58′ 35″ N, 9° 11′ 40″ O    | Kriegerdenkmal Hagen     | Denkmal für die Gefallenen des Ersten Weltkrieges aus Naturstein in Grünanlage, Einfriedung mit Natursteinmauer. 1927 nach Entwurf der Hamelner Architekten Röpe und Sassenhausen errichtet, mit Namenstafeln für die Gefallenen und Vermissten des Ersten und des Zweiten Weltkriegs. | 44740416 |      |
| Pyrmonter Straße 27 51° 58′ 29″ N, 9° 11′ 30″ O | Gaffelbrunnen            | Brunnen. Runde Brunnenfassung mit umlaufendem Relief mit figürlicher Darstellung, darüber eiserne Gaffel von 1881. | 36417353 |      |
| L 430, km 4,405 51° 58′ 22″ N, 9° 11′ 17″ O     | Grenzstein               | Stein mit rechteckigem Querschnitt, parallelen Kanten und gewölbten Kopf. Historische Grenze Fürstentum Lippe/Fürstentum Waldeck-Pyrmont. | 36417845 |      |

## Holzhausen
Baudenkmale im Ortsteil Holzhausen.
| Lage                                                 | Bezeichnung              | Beschreibung | ID       | Bild           |
| ---------------------------------------------------- | ------------------------ | --- | -------- | -------------- |
| L 426, km 17,890 52° 0′ 7″ N, 9° 12′ 41″ O           | Obelisk                  | Aus drei Sandsteinblöcken zusammengefügter Obelisk auf hohem Sockel, der sich zum stark ausgeprägten Pyramidendach hin verjüngt. Wegesäule an der Chaussee von Pyrmont zur hannoverschen Grenze, erbaut zwischen 1763 und 1783. Die bis heute erhaltene Aufschrift „FF“ erinnert an Friedrich Fürst Waldeck und Pyrmont, den Bauherrn der Serpentinen. | 36415731 | Weitere Bilder |
| Auf der Schanze 2 51° 59′ 28″ N, 9° 15′ 0″ O         | Villa                    | Zweieinhalbgeschossiger Putzbau unter Zwerchdach mit oktogonalem, turmartigem Erker im Südosten, leicht auskragendem Zwerchhaus mit Schieferbehang, Balkonanlage, verschiedenen Fensterformen, u.a. Serliana, erbaut 1893. | 36412284 |                |
| Auf der schwarzen Raute 5 51° 59′ 5″ N, 9° 13′ 58″ O | Wohn-/Wirtschaftsgebäude | Ehemaliges Durchgangsdielenhaus, Vierständerbau unter Satteldach, erbaut 1737. | 36412307 |                |
| Friedhofsweg 51° 59′ 23″ N, 9° 13′ 36″ O             | Friedhofskapelle         | Bruchsteinbau mit Rundbogenöffnungen in historisierender Gestaltung, erbaut um 1950. | 36413765 |                |
| Friedhofsweg 51° 59′ 23″ N, 9° 13′ 34″ O             | Friedhof Holzhausen      | Grabsteine | 36417976 |                |
| Grießemer Straße 5 51° 59′ 12″ N, 9° 14′ 3″ O        | Wohn-/Wirtschaftsgebäude | Durchgangsdielenhaus, Vierständerbau, Torgiebel mit symmetrisch aufgeteiltem Gefüge. Toreinfahrt mit nahezu rundbogigem Sturz, darüber zweigeteiltes Oberlicht, erbaut 1797. Inneres durch Umbau zu Wohn- und Gaststättenzwecken verändert. | 36413858 |                |
| Hagener Straße 11 51° 59′ 11″ N, 9° 13′ 56″ O        | Wohn-/Wirtschaftsgebäude | Vierständerbau unter Satteldach mit Mittellängsdiele und Giebeltor mit halbkreisförmigem Sturz, laut Inschrift erbaut 1662. | 36413904 |                |
| Heckengang 2 51° 59′ 14″ N, 9° 13′ 54″ O             | Wohn-/Wirtschaftsgebäude | Ehemaliges Durchgangsdielenhaus, Vierständerbau unter Satteldach. Nach Umbau zu Wohnzwecken ursprünglicher Torgiebel auf der jetzigen Rückseite des Gebäudes mit inschriftlicher Datierung 1732. | 36413927 |                |
| Holzhäuser Straße 2 51° 59′ 9″ N, 9° 14′ 7″ O        | Wohn-/Wirtschaftsgebäude | Vierständerbau mit Mittellängsdiele unter Satteldach, erbaut 1834. | 36414642 |                |
| Ortsstraße 14 51° 59′ 4″ N, 9° 14′ 3″ O              | Wohn-/Wirtschaftsgebäude | Durchgangsdielenhaus, Vierständerbau unter Satteldach, erbaut 1759. | 36416283 |                |
| Petersiliengasse 4 51° 59′ 13″ N, 9° 13′ 55″ O       | ehem. Windelscher Hof    | Ehemaliges Wohn-/Wirtschaftsgebäude mit zweigeschossigem, traufständigem Wohnteil unter Mansarddach, erbaut in der ersten Hälfte des 18. Jahrhunderts, sechsachsige Fassade mit mittigem Eingang, Hauptfassade um 1890 massiv ersetzt und verputzt, repräsentative Diele mit bauzeitlicher Treppe.                                                     | 36416352 |                |
| Schulstraße 27 51° 59′ 18″ N, 9° 14′ 12″ O           | Wohn-/Wirtschaftsgebäude | Durchgangsdielenhaus, Vierständerbau unter Satteldach, Torgiebel mit geradem Sturz, erbaut 1864. | 36417067 |                |
| Schulstraße 33 51° 59′ 18″ N, 9° 14′ 7″ O            | St.-Johannes-Kirche      | Rau verputzter Massivbau unter Satteldach mit seitlichem Turm, erbaut 1954. | 36417044 |                |

## Kleinenberg
In Kleinenberg sind keine Baudenkmale bekannt.

## Löwensen
Baudenkmale im Ortsteil Löwensen mit Friedensthal.
| Lage                                          | Bezeichnung              | Beschreibung | ID       | Bild |
| --------------------------------------------- | ------------------------ | --- | -------- | ---- |
| Im Friedensthal 47 51° 59′ 26″ N, 9° 17′ 0″ O | Haus Waldfrieden         | Wohnhaus. Zweigeschossiger verputzter Fachwerkbau mit Balkonvorbau auf dorischen Säulen, erbaut 1790 als Teil der Quäkersiedlung. | 36417494 | BW   |
| Im Unterdorf 1 51° 59′ 3″ N, 9° 17′ 22″ O     | Wohn-/Wirtschaftsgebäude | | 36417542 |      |
| In der Marsch 3 51° 58′ 59″ N, 9° 17′ 21″ O   | Wohn-/Wirtschaftsgebäude | Durchgangsdielenhaus, Vierständerbau unter Satteldach mit halbkreisförmigem Torbogen mit Oberlicht und mächtigen Torständern, laut Sturzinschrift erbaut 1575.                                                                                           | 36417565 |      |
| In der Marsch 4 51° 58′ 56″ N, 9° 17′ 22″ O   | Fabrikantenvilla         | Symmetrisch gegliederter eineinhalbgeschossiger, senkrecht verbretterter Fachwerkbau unter auskragendem, geschweiftem Kreuzdach, von Strebwerk mit reichen Holzschnitzereien getragen. Ehemalige Fabrikantenvilla der Friedrich Küfe KG, erbaut um 1900. | 36417588 |      |
| K 40, km 0,850. 51° 58′ 59″ N, 9° 17′ 0″ O    | Brücke über WL Emmer     | Brücke aus Bruchstein mit drei Halbkreisbögen, erbaut um 1860. | 36417418 | BW   |

## Neersen
Baudenkmale im Ortsteil Neersen.

### Baudenkmalgruppen

#### Dorffriedhof Neersen
| Lage                       | Bezeichnung          | Beschreibung      | ID       | Bild |
| -------------------------- | -------------------- | ----------------- | -------- | ---- |
| 51° 57′ 4″ N, 9° 20′ 49″ O | Dorffriedhof Neersen | Baudenkmal-Gruppe | 36411548 | BW   |

#### Kirche und Kirchhof Neersen
| Lage                        | Bezeichnung                 | Beschreibung | ID       | Bild |
| --------------------------- | --------------------------- | --- | -------- | ---- |
| 51° 56′ 57″ N, 9° 20′ 48″ O | Kirche und Kirchhof Neersen | Baudenkmal-Gruppe | 49130610 | BW   |
| 51° 56′ 57″ N, 9° 20′ 48″ O | Pauluskirche Neersen        | Rechteckiger Saalbau in verputztem Bruchsteinmauerwerk mit steinsichtigem quadratischem Westturm unter spitzer Haube.                            | 36417611 | BW   |
| 51° 56′ 57″ N, 9° 20′ 50″ O | Kirchhof Neersen            | Die Kirche umgebender ehemaliger Kirchhofhügel mit Rasenfläche, Baumbestand (Linden) und umlaufender niedriger Einfriedungsmauer aus Bruchstein. | 36418228 | BW   |

### Einzelbaudenkmale
| Lage                                      | Bezeichnung              | Beschreibung | ID       | Bild |
| ----------------------------------------- | ------------------------ | --- | -------- | ---- |
| Neersen 46 51° 56′ 52″ N, 9° 20′ 51″ O    | Wohn-/Wirtschaftsgebäude | Zweigeschossiger Fachwerkbau unter Satteldach, Hallenhaustyp in Stockwerksbauweise mit mittiger Längsdiele auf Bruchsteinsockel, erbaut Mitte des 19. Jahrhunderts.                                             | 36417659 | BW   |
| K 44, km 3,120 51° 57′ 2″ N, 9° 21′ 42″ O | Grenzstein               | Grenzstein mit quadratischem Querschnitt, sichtbar nach oben verjüngend, relativ flaches aber erkennbares Zeltdach. Historische Kreisgrenze des preußischen Kreises Hameln-Pyrmont/Provinz Hannover, nach 1922. | 36417914 | BW   |

## Oesdorf
Baudenkmale im Ortsteil Oesdorf.

### Baudenkmalgruppen

#### Friedhof Lortzingstraße
| Lage                                      | Bezeichnung             | Beschreibung | ID       | Bild |
| ----------------------------------------- | ----------------------- | --- | -------- | ---- |
| 51° 59′ 8″ N, 9° 16′ 0″ O                 | Friedhof Lortzingstraße | Baudenkmal-Gruppe. | 36411472 |      |
| Lortzingstraße 51° 59′ 9″ N, 9° 16′ 4″ O  | Kriegsgräberstätte      | | 36415830 |      |
| Lortzingstraße 51° 59′ 7″ N, 9° 15′ 55″ O | Kriegsgräberstätte      | | 36416070 |      |
| Lortzingstraße 51° 59′ 8″ N, 9° 16′ 0″ O  | Friedhof                | | 44151426 |      |
| Lortzingstraße 51° 59′ 8″ N, 9° 15′ 53″ O | Friedhofskapelle        | Kapelle (Bauwerk). Giebelständiger Klinkerbau unter Satteldach auf L-förmigem Grundriss. Eingang über sechs Stufen unter drei lanzettförmigen Arkaden. Ziegelziersetzungen. Erbaut um 1930. | 36415806 |      |

#### Kirche und Gemeindehaus St. Petri
| Lage                                                 | Bezeichnung                       | Beschreibung | ID       | Bild           |
| ---------------------------------------------------- | --------------------------------- | --- | -------- | -------------- |
| 51° 59′ 8″ N, 9° 15′ 48″ O                           | Kirche und Gemeindehaus St. Petri | Baudenkmal-Gruppe. Städtebauliche und gestalterische Einheit aus neuromanischer Kirche und Gemeindehaus, im Süden von einer 1960 errichteten hüfthohen Umfassungsmauer mit Treppenanlage umgeben. | 36411441 |                |
| An der Oesdorfer Kirche 2 51° 59′ 8″ N, 9° 15′ 48″ O | St.-Petri-Kirche Oesdorf          | Kirche (Bauwerk). Dreischiffige neuromanische Basilika mit Querhaus und halbrunder Apsis aus Rotsandstein-Bruchsteinmauerwerk unter Natursteindach, 1880 von Conrad Wilhelm Hase auf Resten des Vorgängerbaus errichtet. Romanischer Westturm 1921 nach Baufälligkeit in höherer Ausführung ersetzt, dabei romanische Fenstersäulchen an der Ost- und Nordseite wieder verwendet. Das Innere flach gedeckt mit weiten Arkaden und hohen Schiffen. Einheitliche Ausstattung von 1880: Altar, Taufe, Kanzel, Gestühl und Orgelempore. Romanisierende Ausmalung 1984 erneuert. | 36415754 | Weitere Bilder |
| An der Oesdorfer Kirche 2 51° 59′ 9″ N, 9° 15′ 47″ O | Gemeindehaus St. Petri            | Gemeindehaus. Eingeschossiger Bruchsteinbau aus Rotsandstein mit teils gekuppelten Rundbogenfenstern, erbaut um 1885. | 36415781 |                |

#### Ehem. Kurheim der Berliner Verkehrsgesellschaft (BVG)
| Lage                                        | Bezeichnung                                                        | Beschreibung | ID       | Bild |
| ------------------------------------------- | ------------------------------------------------------------------ | --- | -------- | ---- |
| 51° 58′ 47″ N, 9° 16′ 21″ O                 | Ehem. Kurheim der Berliner Verkehrsgesellschaft (BVG)              | Baudenkmal-Gruppe. Kuranlage (Baukomplex). Gesamtanlage des ehemaligen Kindererholungsheimes der BVG Berlin mit Kurheim und vorgelagerter Terrasse, Pavillon, Kesselhaus, Wohnhaus, Figurengruppen, Park und Einfriedungsmauer, 1928 vom Schöneberger Stadtbaurat Heinrich Lassen im Stil der Neuen Sachlichkeit erbaut. | 36411487 |      |
| Marienstraße 11 51° 58′ 48″ N, 9° 16′ 19″ O | Ehem. Kurheim der Berliner Verkehrsgesellschaft (BVG)              | Kurhaus. Viergeschossiger Ziegelbau unter Flachdach mit dreigeschossigen Querflügeln und südlich vorgelagerter Terrasse, Dachgeschoss jeweils zurückgesetzt. 1928 im Stil der Neuen Sachlichkeit erbaut von Heinrich Lassen.                                                                                             | 36415993 |      |
| Marienstraße 11 51° 58′ 46″ N, 9° 16′ 23″ O | Ehem. Kurheim der Berliner Verkehrsgesellschaft (BVG) - Park       | Park. Mit Bruchsteinmauer eingefriedete Parkanlage mit geschwungener Wegeführung und altem Baumbestand. | 36416070 |      |
| Marienstraße 11 51° 58′ 48″ N, 9° 16′ 23″ O | Ehem. Kurheim der Berliner Verkehrsgesellschaft (BVG) - Kesselhaus | Eingeschossiger Bruchsteinbau mit Schornstein aus Bruchstein, im Souterrain Werkstatt und Heizanlage, erbaut 1928. | 36416093 |      |
| Marienstraße 11 51° 58′ 48″ N, 9° 16′ 22″ O | Ehem. Kurheim der Berliner Verkehrsgesellschaft (BVG) - Pavillon   | Pavillonartiger Bruchsteinbau, erbaut 1928. | 36416118 |      |
| Marienstraße 11 51° 58′ 44″ N, 9° 16′ 21″ O | Ehem. Kurheim der Berliner Verkehrsgesellschaft (BVG) - Wohnhaus   | Eingeschossiger Ziegelbau unter Flachdach auf hohem Bruchsteinsockel am südlichen Ende des Parks, erbaut 1928. | 36416018 |      |

### Einzelbaudenkmale
| Lage                                            | Bezeichnung                               | Beschreibung | ID        | Bild           |
| ----------------------------------------------- | ----------------------------------------- | --- | --------- | -------------- |
| Am Helsen 51° 59′ 49″ N, 9° 16′ 14″ O           | Jüdischer Friedhof Am Helsen              | Jüdischer Friedhof mit vier Grabsteinen, umgeben von einer Weißdornhecke, in freier Feldmark nördlich der Stadt. 1934 angelegt als Ersatz für den von der Stadt geschlossenen Friedhof an der Bombergallee. 1938 Entfernung der Steine, Wiederaufstellung nach 1945. | 36418036  | Weitere Bilder |
| Am Luisenstein 51° 59′ 16″ N, 9° 16′ 56″ O      | Luisenstein                               | Denkmal. Anlage aus Naturstein, in der Mitte schlichter Stein mit Bronzeplatte zum Andenken an Königin Luise, errichtet 1906 anlässlich der 100-jährigen Wiederkehr des Aufenthaltes der Königin Luise in Bad Pyrmont vom Pyrmonter Bildhauer Kaiser. Bronzerelief gegossen von der Württembergischen Metallwarenfabrik Geislingen nach einem Marmorrelief von 1798 im Schloss Monbijou.                                     | 36417445  | BW             |
| An der Saline 3 51° 58′ 49″ N, 9° 16′ 25″ O     | Ehem. Badelogierhaus des Solbades         | Pension (Beherbergungsbetrieb). Zweigeschossiges, verputztes und stülpverschaltes Fachwerkhaus unter Halbwalmdach. Obergeschoss leicht auskragend, Zahnschnitttraufe, hölzerne Architrave, erbaut 1808/09. | 44623457  |                |
| Bahnhofstraße 31 51° 58′ 51″ N, 9° 15′ 38″ O    | Villa                                     | Zweigeschossiger, ornamentierter Putzbau, teilweise mit Putzquaderung, unter unregelmäßigem Dach in Schieferdeckung, erbaut um 1910. Teils bauzeitliche Fenster, im Treppenhausturm sechs Fenster mit Jugendstilverglasung, verschiedene Fensterformen. Bauzeitliche metallene Zaunfelder und zweiflügeliges Gartentor. | 36412657  | BW             |
| Bahnhofstraße 46 51° 58′ 49″ N, 9° 15′ 38″ O    | Villa                                     | Zweigeschossiger, vierachsiger, ornamentierter Putzbau unter Walmdach mit angesetztem Treppenhausturm im Norden, erbaut 1903. Terrasse mit steinerner Brüstung, Mittelrisalit mit Ziergiebel und Erker im ersten Obergeschoss, teils bauzeitliche Fenster, im Treppenhaus mit Jugendstilverglasung, Firstgitter, zweiflügelige Eingangstür, Einfriedung.                                                                     | 36412678  | BW             |
| Bathildisstraße 16 51° 59′ 2″ N, 9° 15′ 32″ O   | St.-Georg-Kirche                          | Neugotische Hallenkirche mit asymmetrischer Kirchturm- und Kapellendisposition, erbaut 1904/05. Wandflächen rau verputzt, Einfassungen und Gliederungen roter Werkstein. Polygonaler Turm mit spitz zulaufendem Dach und Satteldach über der Halle in Schiefereindeckung. Chor ehemals eingezogen, polygonal erweitert 1962. Im Inneren vierjochiges Langhaus mit Kreuzrippengewölben, Chorraum mit Faltgewölbe von 1962.    | 36412701  | Weitere Bilder |
| Bathildisstraße 19 51° 59′ 4″ N, 9° 15′ 32″ O   | Wohnhaus                                  | Reich ornamentierter dreigeschossiger Putzbau auf Souterrain, erbaut um 1900. Symmetrische Anlage mit zweiachsigem, zweigeschossigem Risalit mit Balkon und Frontispiz. Im Osten zurückgesetzter Eingangsbereich mit darüberliegenden Balkons. Verglaster Wind- und Wetterschutz, Balustergeländer, schmiedeeiserne Zaunanlage.                                                                                              | 36412771  |                |
| Bathildisstraße 21 51° 59′ 4″ N, 9° 15′ 33″ O   | Wohnhaus                                  | Ornamentierter zweigeschossiger Putzbau auf Souterrain unter Walmdach, erbaut 1903. Mit dem Nachbarwohnhaus Nr. 23 eine symmetrische Gesamtanlage bildend. Im Westen Seitenrisalit mit Ziergiebel. Balkonanlage vor dem Erdgeschoss mit Balustergeländer und steinernen Säulen, darauf Balkon. Eingang im Westen. | 36412794  |                |
| Bathildisstraße 23 51° 59′ 4″ N, 9° 15′ 33″ O   | Wohnhaus                                  | Ornamentierter zweigeschossiger Putzbau auf Souterrain unter Walmdach, erbaut 1903. Mit dem Nachbarwohnhaus Nr. 21 eine symmetrische Gesamtanlage bildend. Im Osten Seitenrisalit mit Ziergiebel, Balkonanlage vor dem Erdgeschoss mit Balustergeländer und steinernen Säulen, darauf Balkon. Eingang im Osten. Bauzeitliche Fenster, zweiflügelige Eingangstür mit Oberlicht, verglaster Regen- und Windschutz, Zaunanlage. | 36412818  |                |
| Helenenstraße 5 51° 58′ 48″ N, 9° 15′ 49″ O     | Villa                                     | Eingeschossiger, giebelständiger Putzbau unter Mansarddach. Pyrmonteigener verglaster, hexagonaler Erker an der Südwestecke. Vor- und rückspringende Fassade und verschiedene Fensterformen, Einfriedung, erbaut um 1905. | 36414594  |                |
| Humboldtstraße 3 51° 59′ 4″ N, 9° 15′ 35″ O     | Wohnhaus                                  | Zweieinhalbgeschossiger, traufständiger Putzbau unter Satteldach auf T-förmigem Grundriss mit Zierfachwerk im Dachgeschoss. Hölzerne Balkonanlage über zwei Achsen, verschiedene Fensterformen, Vorgarten, teils bauzeitliche Fenster. Erbaut um 1910. | 44695111  |                |
| Humboldtstraße 5 51° 59′ 4″ N, 9° 15′ 35″ O     | Hotel                                     | Zweieinhalbgeschossiger verputzter Eckbau unter Satteldach mit Zierfachwerk in den Obergeschossen, oktogonalem Eckturm, Zwerchhaus, hölzernem Balkon, verschiedenen Fensterformen, zweiflügeliger Eingangstür und Geländer, erbaut um 1910. | 36414665  |                |
| Humboldtstraße 23 51° 58′ 56″ N, 9° 15′ 36″ O   | Wohnhaus                                  | Zweigeschossiger Putzbau unter Satteldach mit Jugendstilornamenten in Stuck, verschiedene Fensterformen, erbaut um 1905. | 36414692  |                |
| Humboldtstraße 24 51° 58′ 55″ N, 9° 15′ 34″ O   | Villa                                     | Reich ornamentierter zweigeschossiger, hellroter Ziegelbau in gotisierender Formensprache. Zweiflügelige Eingangstür, hölzerne Veranda mit Balkon, teils bauzeitliche Fenster, Vorgarten, erbaut 1892/93 von Friedrich Gösling. | 36414715  |                |
| Jägerweg 1 51° 59′ 9″ N, 9° 16′ 23″ O           | Ehem. Kurheim Sonnenhof                   | Kurhaus. Dreigeschossiger, traufständiger roter Klinkerbau unter Walmdach. Davor Balkonanlage, erbaut um 1925. | 36414738  | BW             |
| Königsberg 51° 59′ 20″ N, 9° 16′ 40″ O          | Bismarckturm                              | Aussichtsturm. 31 Meter hoher, quadratischer Turm aus Bruchsteinmauerwerk mit allseitig auskragendem, mit Rundbogenöffnungen versehenem Aussichtsgeschoss, nach Entwurf des Pyrmonter Baumeisters Riemenschneider. Grundsteinlegung 1901, Einweihung 1913. Über dem Eingang überlebensgroßes Hochrelief-Standbild Bismarcks, angefertigt von Bildhauer Volcke in Zusammenarbeit mit Bildhauer Laun, Holzhausen.              | 36415367  | Weitere Bilder |
| Königsberg 51° 59′ 16″ N, 9° 16′ 15″ O          | Hünenburg                                 | Burgruine. Reste eines aus Bruchstein gemauerten Wohnturmes auf quadratischem Grundriss, umgeben von nur noch wenig erkennbaren Gräben und Wallanlagen, wohl Rest einer Befestigung des 9. oder Anfang des 10. Jahrhunderts. 1910 Aufstockung des vorgefundenen Mauerwerks im Sinne der „Burgenromantik“. | 36415391  | Weitere Bilder |
| Lortzingstraße 8 51° 59′ 8″ N, 9° 15′ 42″ O     | Wohn-/Wirtschaftsgebäude                  | Giebelständiger Vierständerbau, ehemals mit Längsdiele. Unter Satteldach mit Hohlpfannendeckung und schieferverkleidetem Torgiebel. Wirtschaftsteil laut Inschrift erbaut 1662. Wohnteil etwas schmaler, zweigeschossig in Stockwerksbauweise mit geschnitzten Balkenköpfen, von 1671. | 36415852  |                |
| Lortzingstraße 13 51° 59′ 8″ N, 9° 15′ 45″ O    | Wohn-/Geschäftshaus                       | Ornamentierter, dreigeschossiger Putzbau unter Satteldach. Mit Gauben, gekuppelten Fenstern, Balkonanlage mit Balustrade über vier Achsen und zwei Geschosse, an der Südwestecke Erker über zwei Geschosse, gekuppelte Fenster, erbaut 1905. | 36415900  |                |
| Lortzingstraße 22 51° 59′ 7″ N, 9° 15′ 50″ O    | Haus Bethesda                             | Wohnhaus. Zweigeschossiger, traufständiger, ornamentierter, siebenachsiger Fachwerkbau unter Satteldach mit dreiachsigem Zwerchhaus. Verbretterter Steilgiebel, reiche Schnitzarbeiten, wertvolle Eingangstür, erbaut 1671. | 36415923  |                |
| Lügder Straße 29 51° 58′ 22″ N, 9° 16′ 7″ O     | Wohnhaus                                  | Zweigeschossiger, traufständiger, sechsachsiger, verputzter Fachwerkbau unter Satteldach. An der nördlichen Traufseite Balkonanlage vor der zweiachsigen Gebäudemitte, erbaut um 1870. | 36415947  |                |
| Luisenstraße 12 51° 59′ 2″ N, 9° 15′ 37″ O      | Wohnhaus                                  | Zweigeschossiger, dreiachsiger, traufständiger Putzbau mit Stuckornamenten unter Mansarddach. Mittelrisalit, Loggien, Garten und Einfriedung, erbaut um 1900. | 36415970  |                |
| Mühlenbergstraße 51° 58′ 30″ N, 9° 16′ 35″ O    | Solehauptquelle                           | Brunnenhaus. Zweigeschossiger Bruchstein-Turmbau mit Rundbogenfenstern und Maschinenraumannex über der Quelle, Quellfassung von 1856/58. | 36416141  |                |
| Neubrunnenweg 51° 58′ 41″ N, 9° 16′ 30″ O       | Wolfgangquelle                            | Brunnenhaus. Eingeschossiger, klassizistischer Massivbau auf quadratischem Grundriss unter Zeltdach über reich profiliertem Traufgesims, Vorbau mit Satteldach und Dreiecksgiebel, zweiflüglige Eingangstür. In der segmentbogigen Apsis Quellfassung aus Sandstein. Erbaut um 1800. | 36416165  |                |
| Neubrunnenweg 39 51° 58′ 41″ N, 9° 16′ 28″ O    | Salzkothe                                 | Sudhaus. Zweigeschossiger, traufständiger Bruchsteinbau unter Krüppelwalmdach mit eingeschossigen Anbauten unter Satteldächern, Dachdeckung mit Sollingplatten. Ehemaliges Siedehaus der Saline, erbaut nach 1732. | 36416189  |                |
| Oesbergstraße 51° 59′ 13″ N, 9° 16′ 18″ O       | Gedenkstein für Friedrich II. von Preußen | Gedenkstein zur Erinnerung an Friedrich den Großen, der sich 1744-1746 während seiner Kuraufenthalte häufig am Oesberg aufhielt. Marmorquader auf profiliertem Sockel, abgeschlossen durch profiliertes Gesims, mit Inschrift, errichtet 1780–89. | 336416212 | Weitere Bilder |
| Oesdorfer Straße 11 51° 59′ 4″ N, 9° 15′ 44″ O  | Wohn-/Geschäftshaus                       | Zweigeschossiger Putzbau mit dreigeschossigem Querflügel unter Mansarddach. Polygonales Türmchen mit Laterne im südwestlichen Dachbereich und polygonaler Anbau an der Südseite mit Balkon über drei Geschosse. Verschiedene Putzgliederungen wie Quaderung und Gesimsbänder, erbaut um 1905. | 36416237  |                |
| Oesdorfer Straße 24 51° 58′ 57″ N, 9° 15′ 43″ O | Villa                                     | Zweigeschossiger, giebelständiger Putzbau unter Satteldach auf Sockel aus Bruchsteinen, Zierfachwerk im Giebel, verschiedene Fensterformen, Vorgarten, erbaut um 1910 im Landhausstil. | 36416260  | BW             |
| Schellenberg 52° 0′ 10″ N, 9° 16′ 36″ O         | Schellenturm                              | Aussichtsturm. Runder, gedrungener Turm aus zweischaligem Bruchsteinmauerwerk mit spiralförmiger Außentreppenanlage. Aussichtsplattform mit schmiedeeisernem Geländer. 1824 aus den Ruinen der Burg Schell-Pyrmont bei Bad Pyrmont errichtet. | 36418060  | Weitere Bilder |
| Solbadstraße 51° 58′ 40″ N, 9° 16′ 34″ O        | Betriebsgebäude                           | Eingeschossiger Ziegelbau unter Satteldach mit Rundbogenfenstern, erbaut um 1890. | 36417140  |                |
| Solbadstraße 51° 58′ 42″ N, 9° 16′ 32″ O        | Brunnenhaus Hufelandquelle                | Brunnenhaus. Eingeschossiger Putzbau auf quadratischem Grundriss unter Walmdach in Schieferdeckung auf vortretendem, umlaufendem Bruchsteinsockel, erbaut um 1950. | 36417163  |                |
| Solbadstraße 29 51° 58′ 52″ N, 9° 16′ 21″ O     | Gewölbekeller der Salzkothe               | Keller. Gewölbter Keller, bestehend aus einer Hauptgruppe von sechs Kreuzgewölben und zwei Tonnengewölben, Zwischengängen und Treppenaufgang, Natursteinmauerwerk. Wohl als Substruktion für den Solespeicher der Salzkothe im ersten Drittel des 18. Jahrhunderts erbaut. | 36417187  | BW             |
| Winkelstraße 12 51° 59′ 4″ N, 9° 15′ 49″ O      | Wohn-/Wirtschaftsgebäude                  | Vierständer-Hallenhaus unter Satteldach mit zweifach auskragendem, verbrettertem Steilgiebel, außermittige Dieleneinfahrt mit Inschrift im Sturzbalken. Erbaut 1667, zu Wohnzwecken zweigeschossig ausgebaut. | 36417209  | BW             |

## Pyrmont
Baudenkmale im Stadtteil Pyrmont.

### Baudenkmalgruppen

#### Altenau- und Kaiserplatz
| Lage                                        | Bezeichnung                                            | Beschreibung | ID       | Bild           |
| ------------------------------------------- | ------------------------------------------------------ | --- | -------- | -------------- |
| 51° 59′ 4″ N, 9° 15′ 16″ O                  | Altenau- und Kaiserplatz                               | Baudenkmal-Gruppe. Zweigeteilte Platzanlage östlich der Hauptallee, nach der ursprünglichen städtebaulichen Konzeption Julius Ludwig Rothweils in der ersten Hälfte des 18. Jh. angelegt, mit umgebender Bebauung. Von umlaufender Baumreihe vor den säumende Gebäuden gefasst. | 44698020 |                |
| Altenauplatz 51° 59′ 6″ N, 9° 15′ 17″ O     | Altenauplatz                                           | Grünanlage. Kleiner Schmuckplatz auf trapezförmiger Grundfläche. Einfache parreartige Gestaltung mit Schmuckbeeten und der so genannten Drakevase im Zentrum als betonende Attraktion. Insgesamt von niedriger Hecke gefasst, insgesamt jedoch flächig als Platz auslaufend. | 44357354 |                |
| Altenauplatz 51° 59′ 6″ N, 9° 15′ 17″ O     | Drakevase                                              | Denkmal. Monumentale Bronzevase mit Reliefs, die vier Lebensalter des Menschen darstellend, auf Sandsteinpostament. 1858 von Johann Friedrich Drake, Schüler C. D. Rauchs, als Geschenk an seine Vaterstadt Pyrmont, im Zentrum der Gartenanlage des Altenauplatzes aufgestellt. | 36411659 | Weitere Bilder |
| Altenauplatz 51° 59′ 5″ N, 9° 15′ 18″ O     | Nixenbrunnen                                           | Runde, bauchige Brunnenschale aus Sandstein mit Nixe aus Bronze, 1959 von Peter Szaif. | 36411685 |                |
| Altenauplatz 1 51° 59′ 6″ N, 9° 15′ 19″ O   | ehem. Haus Westfalen                                   | Pension. Dreigeschossiger, verputzter Fachwerkbau von fünf Achsen unter vorkragendem Walmdach, um 1790 als Logierhaus erbaut, Erdgeschosszone verändert, Balkongitter zweite Hälfte des 20. Jahrhunderts. | 36411710 |                |
| Altenauplatz 2 51° 59′ 6″ N, 9° 15′ 19″ O   | Haus Rieth                                             | Pension. Dreigeschossiger, verputzter Fachwerkbau von fünf Achsen unter vorkragendem Walmdach mit zentralem Dreiecksgiebel mit Thermenfenster, um 1790 als Logierhaus erbaut. | 36411735 | BW             |
| Altenauplatz 3 51° 59′ 7″ N, 9° 15′ 18″ O   | Kurhaus am Park                                        | Pension. Dreigeschossiger, verputzter Fachwerkbau von fünf Achsen unter vorkragendem Walmdach, um 1790 als Logierhaus erbaut, Erdgeschoss durch Verandenvorbau verändert. Torpfeiler aus rotem Sandstein nordwestlich des Hauses von 1804. | 36411760 | BW             |
| Altenauplatz 4 51° 59′ 7″ N, 9° 15′ 17″ O   | Pension (Beherbergungsbetrieb)                         | Villa. Dreigeschossiger, verputzter Fachwerkbau von fünf Achsen unter vorkragendem Walmdach mit mittigem Eingang zwischen Doppelsäulen, darüber Balkon. Um 1790 als Logierhaus erbaut auf den Fundamenten der geplanten, jedoch nicht zur Ausführung gelangten ev.-luth. Kirche. | 36411785 |                |
| Altenauplatz 5 51° 59′ 5″ N, 9° 15′ 16″ O   | ehem. Haus Seebohm                                     | Villa. Zweigeschossiger, verputzter Massivbau, erbaut 1874. Zum Altenauplatz dreiachsiger Mittelrisalit mit Dreiecksgiebel und säulengetragener Balkonade. Zur Kirchstraße mit ähnlichem, jedoch schmalerem Mittelrisalit und Terrasse mit reichem Gusseisen-Gitterwerk. An der Gebäudeecke polygonaler Erker mit baldachinartig überdeckter Terrasse mit Gusseisengitter im ersten Obergeschoss. | 36411811 |                |
| Altenaustraße 5 51° 59′ 5″ N, 9° 15′ 20″ O  | Altenau-Apotheke                                       | Wohn-/Geschäftshaus. Den Altenauplatz an seiner Schmalseite beherrschender dreigeschossiger verputzter Fachwerkbau unter flachem Walmdach mit hölzerner Architekturgliederung. Erdgeschoss durch jüngere Ladeneinbauten verändert, erbaut vor 1760. | 36411859 |                |
| Altenaustraße 7 51° 59′ 3″ N, 9° 15′ 19″ O  | ehem. Kurpension Christiane                            | Pension. Dreigeschossiger, verputzter Fachwerkbau unter Walmdach, erbaut Ende des 18. Jahrhunderts, mit 1884 angefügter zweigeschossiger Balkonanlage an der Nordseite. | 36411885 |                |
| Altenaustraße 8 51° 59′ 3″ N, 9° 15′ 18″ O  | Haus Ritter                                            | Pension. Zweigeschossiger, klassizistischer, verputzter Fachwerkbau unter Mansarddach mit Krüppelwalm, Balkonanlage über die ganze Fassadenbreite, dreiachsiger Mittelrisalit mit Dreiecksgiebel, erbaut Ende des 18. Jahrhunderts. | 36411910 |                |
| Altenaustraße 9 51° 59′ 2″ N, 9° 15′ 18″ O  | Haus Martin                                            | Pension. Zweigeschossiger, klassizistischer, verputzter Fachwerkbau mit Mezzaningeschoss unter Krüppelwalmdach, Balkonanlage auf ganzer Fassadenbreite, Mittelrisalit mit Dreiecksgiebel, erbaut um 1800, Erdgeschoss verändert. | 36411935 |                |
| Altenaustraße 10 51° 59′ 1″ N, 9° 15′ 18″ O | ehem. Haus Pieper                                      | Pension. Zweigeschossiger, mit Mezzaningeschoss versehener, verputzter Fachwerkbau mit schmalen Seitenfenstern, im ersten Obergeschoss dreiteilige Fenstergruppe mit Dreiecksgiebel. Tür- und Fenstergewände aus Holz mit flach abgetreppter Profilierung, Traufgesims mit Volutenkonsolen. Erbaut um 1800.                                                                                       | 36411960 |                |
| Altenaustraße 11 51° 59′ 7″ N, 9° 15′ 20″ O | Wohnhaus                                               | Zweigeschossiger, traufständiger, verputzter Fachwerkbau unter Satteldach, sechsachsig mit Balkon über dem Eingangsbereich, erbaut in der zweiten Hälfte des 19. Jahrhunderts. | 36411985 |                |
| Kaiserplatz 51° 59′ 2″ N, 9° 15′ 16″ O      | Kaiserplatz                                            | Grünanlage. Kleiner intensiv gestalteter Schmuckplatz mit mittig angeordnetem so genannten Kriegerdenkmal von 1897. Ursprünglich nach der städtebaulichen Konzeption Julius Ludwig Rothweils in der ersten Hälfte des 18. Jahrhunderts angelegt. | 44698108 |                |
| Kaiserplatz 51° 59′ 2″ N, 9° 15′ 15″ O      | Kriegerdenkmal 1870/71                                 | Acht Meter hohes Kriegerdenkmal im Zentrum des Kaiserplatzes. Mehrstufiges Postament aus Sandsteinquadern, am Schaft szenische Bronzereliefs und -Brustbilder, auf der Spitze Kaiserkrone. Davor vollplastisches Bronzestandbild eines Soldaten mit Fahne. 1897 von Friedrich Volke. | 36414764 | Weitere Bilder |
| Kaiserplatz 1 51° 59′ 3″ N, 9° 15′ 15″ O    | ehem. Hotel Franke                                     | Dreigeschossiger, verputzter Massivbau. Sockel- und Erdgeschoss mit Quaderimitation, Balkone mit Gusseisenelementen, erbaut um 1890. | 36414789 |                |
| Kaiserplatz 2 51° 59′ 3″ N, 9° 15′ 15″ O    | Wohnhaus                                               | Reich ornamentierter zweigeschossiger, verputzter Massivbau auf hoher Sockelzone mit schmalem Mittelrisalit, erbaut um 1900. | 36414814 |                |
| Kaiserplatz 3 51° 59′ 3″ N, 9° 15′ 17″ O    | Sanatorium der Landesversicherungsanstalt Braunschweig | Dreigeschossiger, verputzter Fachwerkbau auf hohem Sandstein-Sockelgeschoss mit weit vorkragendem Traufgesims auf profilierten Kopfbändern. Gebäude im Landhausstil, erbaut Ende des 19. Jahrhunderts. | 36414839 |                |
| Kaiserplatz 4 51° 59′ 1″ N, 9° 15′ 16″ O    | ehem. Kurpension Edeltraut                             | Pension. Zweigeschossiger, verputzter Fachwerkbau mit Mezzaningeschoss unter Krüppelwalmdach, erbaut um 1800. Das Haus ehemals zugehörig zum Gästehaus der Waldecker Fürsten, Kaiserplatz 5. | 36414864 |                |
| Kirchstraße 22 51° 59′ 1″ N, 9° 15′ 13″ O   | Haus Güldener Pfennig                                  | Hotel. Dreigeschossiger, siebenachsiger, traufständiger Putzbau unter Walmdach. Konsolen unter der Traufe, eiserne Balkongitter, umlaufende Gesimsbänder, erbaut um 1800. | 36415316 |                |
| Kirchstraße 23 51° 58′ 59″ N, 9° 15′ 13″ O  | Alte Villa Schlossblick                                | Hotel. Dreigeschossiger, traufständiger Putzbau unter Walmdach mit vorgelegter Balkonanlage. Über dem Eingang Ädikula mit Standskulptur, erbaut 1894. | 36415342 |                |

#### Ehem. Amtsgericht mit Gefängnis
| Lage                                               | Bezeichnung                     | Beschreibung | ID       | Bild |
| -------------------------------------------------- | ------------------------------- | --- | -------- | ---- |
| 51° 59′ 18″ N, 9° 15′ 25″ O                        | Ehem. Amtsgericht mit Gefängnis | Baudenkmal-Gruppe. Amtsgericht mit Gefängnis, den Gefängnishof umschließender Mauer, straßenseitigem Vorgarten und Einfriedung, erbaut 1906/07. Stilistisch einheitlich gestaltete Bruchsteinbauten im Stil der Neurenaissance.                                                                             | 36411456 |      |
| Bismarckstraße 14 51° 59′ 18″ N, 9° 15′ 25″ O      | Amtsgericht                     | Gerichtsgebäude. Zweigeschossiger Bruchsteinbau unter Satteldach im Stil der Neurenaissance mit Zwerchhäusern und Volutengiebeln, erbaut 1906/07. Verschiedene Fensterformen und teils bauzeitliche Fenster.                                                                                                | 36412962 |      |
| Bismarckstraße 16, 16a 51° 59′ 19″ N, 9° 15′ 24″ O | Gefängnisgebäude                | Zweigeschossiger, im rückwärtigen Teil verputzter Bruchsteinbau auf L-förmigem Grundriss unter Satteldach mit aufwendig gestalteter, den Gefängnishof umschließender, zinnenbekrönter Bruchsteinmauer, die straßenseitig direkt an das Amtsgericht anschließt. Zusammen mit dem Amtsgericht erbaut 1906/07. | 36412987 |      |

#### Festungs- und Schlossanlage Bad Pyrmont
| Lage                                       | Bezeichnung                             | Beschreibung | ID       | Bild           |
| ------------------------------------------ | --------------------------------------- | --- | -------- | -------------- |
| 51° 59′ 1″ N, 9° 14′ 54″ O                 | Festungs- und Schlossanlage Bad Pyrmont | Baudenkmal-Gruppe. 1526–62 unter den Grafen von Spiegelburg nahe den Pyrmonter Heilquellen erbaute Festungsanlage mit umlaufender, rund 40 Meter breiter Graft, Kasematten, Rampen und nordöstlich vorgelagerter Eckbastion. Spätere Erweiterungen. 1984–87 umfangreiche Restaurierung. | 36411519 | Weitere Bilder |
| Schloßplatz 51° 58′ 58″ N, 9° 14′ 55″ O    | Ehrenmal                                | Zwei Kriegerdenkmale auf dem südlich der Festung gelegenen Schloßplatz: nördlich im Gedenken an die Gefallenen des 1. Weltkriegs und im Süden Erweiterung zur Erinnerung an die Opfer des 2. Weltkriegs. | 36416861 |                |
| Schloßstraße 51° 58′ 59″ N, 9° 14′ 54″ O   | Graft                                   | Die durchschnittlich 40 m breite Graft ist von geraden Escarpen- und Contre-Escarpenmauern aus sorgfältig gefügtem und glatt bearbeitetem Rotsandstein eingefasst. Sie umschließt ein ca. 230 m langes und 180 m breites Wallgeviert und bildet einen wichtigen Bestandteil der 1526–62 nach italienischer Fortifikationsmanier errichteten Festungsanlage. | 36416589 |                |
| Schloßstraße 51° 58′ 59″ N, 9° 14′ 55″ O   | Schlossbrücke                           | Gewölbebrücke über die südliche Graft aus Sandsteinquadern auf sieben Bögen, erbaut 1838 als Ersatz der älteren Holzbrücke. Gusseisengeländer mit Spitzbogenfries zwischen Sandsteinpfosten. | 36416791 |                |
| Schloßstraße 13 51° 59′ 4″ N, 9° 14′ 55″ O | Befestigung                             | Von einer 40 m breiten Graft umgebene Festungsanlage des 16. Jh. mit sämtlichen zugehörigen Konstruktionselementen, bestehend aus der Wallanlage, einem ca. 230 m langen und 180 m breiten Geviert von Erdwällen, im Innern teilweise Kasematten, die vom Innenhof durch Tore zugänglich waren. Nordöstlich vorgelagert eine pentagonale Eckbastion mit Geschützraum, darüber Pavillon aus Sandsteinquadern. | 36416614 |                |
| Schloßstraße 13 51° 59′ 3″ N, 9° 14′ 53″ O | Schlossgarten                           | 1729 erste Bepflanzung der Wallkrone mit einfachen Alleen aus Winterlinde (Tilia cordata) in Ausrichtung auf die Kavaliershäuser. Weiterhin Begrünung der Escarpen, um auch in direktem Schlossumfeld promenieren zu können und den streng militärischen Charakter der Festungsanlage im Stil barocker Schloss- und Gartenanlagen zu mildern. Nach 1950 Überformung und Einbeziehung in den Kurpark. 1987 Rückführung auf die Gestaltung des 18. Jahrhunderts und teilweise Neugestaltung nach Plänen von Hinnerk Wehberg. | 45879646 |                |
| Schloßstraße 13 51° 59′ 1″ N, 9° 14′ 54″ O | Schloss Bad Pyrmont                     | Wasserschloss. | 36416690 |                |
| Schloßstraße 13 51° 59′ 2″ N, 9° 14′ 54″ O | Kommandantenhaus                        | Wohnhaus. Zweigeschossiger, siebenachsiger Massivbau aus verputztem Bruchstein unter Mansarddach in Sandsteinplattendeckung. Mittelrisalit mit Tordurchfahrt im Erdgeschoss und Dreiecksgiebelbekrönung, darin im Süden Einzeiger-Uhr, im Norden Ochsenauge. In der Südfassade Fenstergewände aus Sandstein, Mansardgeschoss mit symmetrisch angeordneten Gauben. Erbaut 1723 von Julius Ludwig Rothweil. | 36416664 |                |
| Schloßstraße 13 51° 59′ 1″ N, 9° 14′ 56″ O | Östliches Kavaliershaus                 | Eingeschossiger verputzter Fachwerkbau von drei Achsen unter Mansarddach in Sandsteindeckung. An der der Graft zugekehrten Seite jeweils Mittelrisalit mit zweiflügeliger Eingangstür unter segmentbogiger Lukarne. Erbaut 1723 von Julius Ludwig Rothweil. | 36416741 |                |
| Schloßstraße 13 51° 59′ 0″ N, 9° 14′ 52″ O | Westliches Kavaliershaus                | Eingeschossiger verputzter Fachwerkbau von drei Achsen unter Mansarddach in Sandsteindeckung. An der der Graft zugekehrten Seite jeweils Mittelrisalit mit zweiflügeliger Eingangstür unter segmentbogiger Lukarne. Erbaut 1723 von Julius Ludwig Rothweil. | 36416715 |                |

#### Kuranlagen Bad Pyrmont
| Lage                                                      | Bezeichnung                                      | Beschreibung | ID       | Bild           |
| --------------------------------------------------------- | ------------------------------------------------ | --- | -------- | -------------- |
| 51° 59′ 12″ N, 9° 15′ 8″ O                                | Kuranlagen Bad Pyrmont                           | Baudenkmal-Gruppe. Gesamter historischer Bereich des Kurbetriebes mit barockem Alleensystem, Kurpark samt zugehörigen Pavillons, Skulpturen und Pergolen, Gesellschaftsbauten wie Wandelhalle, Brunnenhäusern, Theater, Konzerthaus, Hotelbauten, Lesesaal, Arkaden und Kolonnaden, Verkaufsboutiquen und Logierhäusern, ab Ende des 17. Jahrhunderts. | 44687769 | BW             |
| Am Hylligen Born 51° 59′ 13″ N, 9° 15′ 6″ O               | Brunnenschale                                    | Baujahr 1905 bis 1907. | 36412035 |                |
| Am Hylligen Born 2 51° 59′ 12″ N, 9° 15′ 13″ O            | Wohn-/Geschäftshaus                              | Wohn-/Geschäftshaus. Baujahr um 1750. | 36412058 |                |
| Am Hylligen Born 2 a 51° 59′ 13″ N, 9° 15′ 14″ O          | Wohn-/Geschäftshaus                              | Wohnhaus. Baujahr um 1900. | 36412083 |                |
| Am Hylligen Born 3 51° 59′ 11″ N, 9° 15′ 13″ O            | Hotel Fürstenhof                                 | Hotel. Ehemaliges Badelogierhaus. Zweigeschossiger, verputzter Fachwerkbau auf L-förmigem Grundriss unter Mansarddach mit Dachgauben, erbaut 1777/78. Symmetrische Ostfassade von neun Achsen, dreigeschossiger Mittelrisalit mit Dreiecksgiebel, darin Flachrelief der Quellgöttin als Sinnbild der Fruchtbarkeit, um 1910. Gusseiserne Balkonade auf der gesamten Fassadenbreite mit schlanken Säulen und reich ornamentiertem Geländer, um 1895. Nordfassade mit fünfachsigem Mittelrisalit in Pilasterarchitektur mit steinernen Balkonen, im bekrönenden Giebelfeld Relief mit Wappenkartusche, um 1910. | 36413383 |                |
| Am Hylligen Born 4 51° 59′ 12″ N, 9° 15′ 13″ O            | Haus Hartfil                                     | Wohn-/Geschäftshaus. Baujahr um 1900. | 36412108 |                |
| Am Hylligen Born 6 51° 59′ 12″ N, 9° 15′ 12″ O            | Goethehaus                                       | Hotel. Baujahr um 1750. | 36412159 |                |
| Am Hylligen Born 17 51° 59′ 12″ N, 9° 14′ 55″ O           | Tennishaus                                       | Gartenpavillon. Baujahr 1953. |          |                |
| Bergkurpark 51° 59′ 31″ N, 9° 15′ 5″ O                    | Südlicher Bergkurpark                            | Südliche Erweiterungsfläche des Bergkurparks in landschaftlicher Gestaltungsmanier aus den 1960er/1970er Jahren. | 44689979 |                |
| Bergkurpark 51° 59′ 24″ N, 9° 14′ 57″ O                   | Wasserturm                                       | Dreigeschossiger, massiver Turm auf quadratischem Grundriss. Unterbau in Bruchstein, Obergeschoss über auskragendem, profiliertem Gurtgesims verputzt, darüber Satteldach mit Fachwerkgiebel, erbaut um 1935. | 36412842 |                |
| Bombergallee 51° 59′ 17″ N, 9° 15′ 8″ O                   | Herkules                                         | Sandsteinskulptur des Herkules auf Postament. Stehender, vollplastischer Herkules, an löwenfellbespannter Keule lehnend. Laut Inschrift 1700 von M. Jobst Rentorfp geschaffen, 1908 wiedererrichtet. | 36413085 |                |
| Bombergallee 51° 59′ 13″ N, 9° 15′ 9″ O                   | Helenenquelle                                    | Grünanlage östlich der Klosterallee mit dem Brunnenhaus der Helenenquelle, Pergolen, Wegesystem und abgrenzender Umfassungsmauer. Angelegt 1953. | 36413059 |                |
| Brunnenplatz 51° 59′ 11″ N, 9° 15′ 15″ O                  | Augenbrunnen                                     | Um 1925 errichteter Brunnen südwestlich der Wandelhalle auf dem Brunnenplatz: Quadratischer Sockel aus Kunststein mit 4 halbovalen, muschelförmigen Becken auf Konsolen, darüber ein Pfeiler, an dem je über einem Becken ein kupferner Wasserauslauf mit Tierkopf angebracht ist. Darüber Inschrift an der Südseite: AUGEN-BRUNNEN. Im oberen Drittel Kanneluren bis in das Kapitell fortgesetzt. Darauf die Statue der Heiligen Odilia als Augustinernonne. In der rechten Hand hält sie ihr Attribut, ein Buch mit Augenpaar.                                                                              | 36413257 |                |
| Brunnenplatz 51° 59′ 10″ N, 9° 15′ 16″ O                  | Brodelbrunnen                                    | Rund gefasster Brunnen mit achteckiger, gläserner Abdeckung, 1863/64. Das neuzeitliche Metallgeländer soll vermutlich an die Grundrissform des Gasbadehäuschens erinnern, das sich heute, nach mehreren Translozierungen, im Kurpark befindet. | 36413307 |                |
| Brunnenplatz 1 51° 59′ 9″ N, 9° 15′ 16″ O                 | Haus Ockel                                       | Wohn-/Geschäftshaus. Dreigeschossiger, ornamentierter, klassizistischer Putzbau mit Mezzanin, östlicher Flankenbau am Beginn der Hauptallee. Symmetrische Fassade mit Mittelrisalit zum Brunnenplatz. An zwei Seiten Kolonnaden. Im Kern um 1780, Ende 19. Jh. aufgestockt und Fassaden verändert. | 36413331 |                |
| Brunnenplatz 2 51° 59′ 10″ N, 9° 15′ 15″ O                | Haus Uslar                                       | Wohn-/Geschäftshaus. Dreigeschossiger, ornamentierter, klassizistischer Putzbau mit Mezzanin, westlicher Flankenbau am Beginn der Hauptallee. Symmetrische, fünfachsige Fassade mit Mittelrisalit zum Brunnenplatz. Kolonnaden an zwei Seiten. Kernbau errichtet um 1780, Aufstockung und Angleichung an Haus Ockel wohl um 1890. | 36413357 |                |
| Brunnenplatz 4 51° 59′ 12″ N, 9° 15′ 16″ O                | Wandelhalle und Brunnentempel „Der hyllige Born“ | Wandelhalle mit Brunnentempel „Der Hyllige Born“ über der Pyrmonter Hauptquelle. Eingeschossiger Betonskelettbau aus Fertigteilen unter Kupferdach. 1923/24 nach Plänen von Alfred Sasse, Hannover, errichtet. | 36413409 | Weitere Bilder |
| Brunnenstraße 51° 59′ 8″ N, 9° 15′ 28″ O                  | Allee Brunnenstraße                              | Zweireihige Allee, dem Straßenniveau folgend. Ursprünglich als Hauptstraße der Neustadt zwischen dem historischen Kurzentrum und dem Ort Oesdorf entstanden. Heute nördliche Baumreihe Winterlinden-Hybriden (Tilia cordata spec.) und südliche Baumreihe Säuleneichen (Quercus robur 'Fastigiata'). Ursprüngliche Bepflanzung vermutlich erste Hälfte 18. Jahrhundert. | 47566897 |                |
| Brunnenstraße 51° 59′ 8″ N, 9° 15′ 30″ O                  | Lutterbrunnen                                    | Brunnen bestehend aus einer Säule auf Postament mit davorstehender, mittig geteilter, ovaler Brunnenschale, Auslauf über Brunnenmaske in davorliegendes halbrundes, kleineres Becken. Im unteren Bereich der Säule Ornamentband mit Grotesken mit kupfernen Rohren am Mund als Auslauf, diese wiederum mit Tierornamenten als Speier. Nach oben Kapitellabschluss. Sandstein. Ende des 19. Jahrhunderts. | 36413457 |                |
| Brunnenstraße 3 51° 59′ 10″ N, 9° 15′ 24″ O               | ehem. Ratskeller                                 | Wohn-/Geschäftshaus. Traufständiger, zweigeschossiger, verputzter Fachwerkbau mit Putzquaderung unter Halbwalmdach. Mittiger Eingang, darüber Balkon. Zwischen Erdgeschoss und Obergeschoss hölzerner Ornamentfries, verschiedene Fensterformen, Erdgeschoss verändert. 1716 vom fürstlichen Leibarzt Johann Philipp Seip errichtet, Straßenfront Ende 18. Jahrhundert klassizistisch umgestaltet. Neben der Tür Inschriftentafel: „Hier wohnte 1716 Zar Peter der Große“. | 36413481 |                |
| Brunnenstraße 5 51° 59′ 9″ N, 9° 15′ 26″ O                | Wohn-/Geschäftshaus                              | Wohn-/Geschäftshaus. Dreigeschossiger, ornamentierter Ziegelbau mit Putzquaderung im Erdgeschoss, erbaut um 1900. Teils bauzeitliche Fenster, Balkongitter, Treppenanlage und Stuckdecken. | 36413529 |                |
| Brunnenstraße 12 51° 59′ 8″ N, 9° 15′ 32″ O               | Wohn-/Geschäftshaus                              | Wohn-/Geschäftshaus. Zweigeschossiger, traufständiger Fachwerkbau mit mittigem Zwerchhaus unter Satteldach. Balkonanlage auf vier gusseisernen Säulen. Zweiflügelige, mittige Eingangstür mit Oberlicht, rechts und links davon Ladeneinbauten, erbaut um 1890. | 36413552 |                |
| Brunnenstraße 16 51° 59′ 8″ N, 9° 15′ 36″ O               | Alter Fritz                                      | Hotel. Zweigeschossiger, traufständiger Fachwerkbau unter Halbwalmdach, erbaut 1668, um 1900 Erweiterungen, so u.a. Balkonanbauten, zweigeschossiger Erker mit zwerchausartigem Aufbau im Dachbereich, mit reichen Schnitzereien. Herberge Friedrichs des Großen. | 36413575 |                |
| Brunnenstraße 27 51° 59′ 6″ N, 9° 15′ 38″ O               | Wohn-/Geschäftshaus                              | Dreigeschossiger Ziegelbau in Ecklage mit Stuckornamenten und Pilastergliederung in den Obergeschossen. Balkonanlage im ersten Obergeschoss auf ganzer Breite der Fassade. Teils bauzeitliche Fenster. An der Gebäudeecke zweigeschossiger Erker mit Dreiecksgiebel. Erbaut um 1900. | 36413601 |                |
| Brunnenstraße 28 51° 59′ 6″ N, 9° 15′ 37″ O               | Wohn-/Geschäftshaus                              | Dreigeschossiger Putzbau unter Satteldach mit Erdgeschoss in Bruchsteinausführung aus rotem Sandstein, in Ecklage erbaut um 1910. | 36413624 |                |
| Brunnenstraße 30 51° 59′ 6″ N, 9° 15′ 35″ O               | Hotel Viktoria                                   | Dreigeschossiger, traufständiger Putzbau unter Satteldach mit Ziergiebelausbildung. Fassadengliederung symmetrisch, in Jugendstilformen. Zweigeschossige, polygonale Erker rechts und links der Mittelachse, dazwischen Balkons mit steinernem Geländer. Im Giebel Fenstertür mit Balkon und Bedachung. Erbaut um 1910. | 36413647 |                |
| Brunnenstraße 45 51° 59′ 9″ N, 9° 15′ 21″ O               | Wohn-/Geschäftshaus                              | Dreigeschossiger, traufständiger Putzbau unter Satteldach, erbaut um 1780, auf vier gusseisernen Stützen ruhende Balkonanlage auf ganzer Fassadenbreite um 1890 ergänzt. Im Erdgeschoss Ladeneinbauten, im Dach ahistorischer Gaubenneubau, zweigeschossiger Anbau an der östlichen Giebelseite, Anbau im rückwärtigen Bereich. Klassizistische Fenstereinfassungen, Gesimsband, bauzeitliche Fenster und Dacheindeckung verloren. | 36413670 |                |
| Brunnenstraße 46 51° 59′ 9″ N, 9° 15′ 20″ O               | Haus Lyncker                                     | Wohn-/Geschäftshaus. Dreigeschossiger Putzbau in Ecklage mit Zierfachwerk unter der Traufe und breitem Dachüberstand. An der Ecke dreigeschossiger, polygonaler Erkerturm mit spitz zulaufendem Dach. Fassade im ersten Obergeschoss mit Putzquaderung und teils gekuppelten Rundbogenfenstern. Erbaut 1900-1902, Erdgeschoss durch Ladenausbau verändert. | 36413716 |                |
| Brunnenstraße 47 51° 59′ 10″ N, 9° 15′ 18″ O              | Haus Hemmerich                                   | Hotel. Dreigeschossiger, ornamentierter, klassizistischer Putzbau mit Mezzanin auf L-förmigem Grundriss unter Walmdach. An der Fassade zur Brunnenstraße 13 Achsen mit dreiachsigem Mittelrisalit. Jeweils zwei Achsen, rechts und links davon ein einachsiger Risalit. Die Fassade zur Kirchstraße ist asymmetrisch und bildet den Flügelbau. Einachsiger Seitenrisalit im Süden schließt den siebenachsigen Bau ab, nach Norden folgen fünf Achsen. Erbaut um 1780. | 36415241 |                |
| Hauptallee 51° 59′ 4″ N, 9° 15′ 12″ O                     | Hauptallee                                       | Doppelreihige Allee aus Winterlinden (Tilia cordata spec.) mit breitem Mittelweg als Promenade das ursprüngliche Zentrum des Kurbades Pyrmont bildend. Der Ursprung der Allee geht auf eine Bepflanzung des Jahres 1667 zurück. | 36414913 |                |
| Hauptallee 51° 58′ 59″ N, 9° 15′ 10″ O                    | Fontaine                                         | Rundes Brunnenbecken mit mittiger Fontäne, die das Wasser als Sinnbild für die Pyrmonter Heilquellen kaskadenartig über drei Bronzeschalen ins Bassin fließen lässt und den point de vue zum Brunnentempel in der Hauptallee bildet. Als Nachfolge des 1717 angelegten Fontänenbassins am Kreuzungspunkt von Hauptallee und Schlossallee nach Entwurf von Peter Szaif um 1968 errichtet. | 36414889 |                |
| Heiligenangerstraße 51° 59′ 8″ N, 9° 15′ 13″ O            | Lortzingbüste                                    | Granitobelisk mit gekreuztem Lorbeer und goldener Inschrift, darauf Bronzebüste von Albert Lortzing in zeitgenössischer Kleidung. 1901 vom Berliner Bildhauer Joseph Uphues geschaffen. | 36414030 |                |
| Heiligenangerstraße 2 51° 59′ 9″ N, 9° 15′ 13″ O          | Heiligenangerbad                                 | Badehaus. Zweigeschossiger Putzbau mit ausgebautem Mansarddach mit Giebelgauben. Fassadengliederung im Louis-XVI-Stil durch schlichte Fensterrahmungen, Gurtgesimse, Balustraden und Balkone. Baujahr 1905 bis 1907. | 36414078 |                |
| Heiligenangerstraße 3 51° 59′ 9″ N, 9° 15′ 14″ O          | Geschäftshaus                                    | Geschäftshaus. Dreigeschossiger Putzbau mit flachgedecktem Mansarddach und beidseitigen Balkonaden mit gusseisernem Gitterwerk, erbaut um 1900. | 36414104 |                |
| Heiligenangerstraße 4 51° 59′ 8″ N, 9° 15′ 10″ O          | Kurhotel                                         | Dreigeschossiger Putzbau unter Mansarddach, Fassadengliederung im Louis-XVI-Stil durch Balkone, vorgelagerte Veranden, schlichte Fensterrahmungen und Dachgauben. Im unmittelbaren Zusammenhang mit dem Heiligenangerbad 1905–07 nach Plänen Anton Karst und Hans Fanghänel erbaut. Nach einem Brand 1911 wurde der gesamte Komplex um ein Stockwerk erhöht. 1953–55 Innenumbau von Ernst Zinsser, dabei Jugendstil-Dekorationen in der Eingangshalle und im Treppenhaus teilweise erhalten. | 36414129 | Weitere Bilder |
| Heiligenangerstraße 5 51° 59′ 8″ N, 9° 15′ 14″ O          | Ehem. Fürstliche Konditorei                      | Gasthaus. Zweigeschossiger Fachwerkbau von zwei Achsen, erbaut um 1780. An der Heiligenangerstraße Holzschalung, zur Hauptalleeseite Putzquaderung. Hier dreiachsiger Giebel und Balkonade im Obergeschoss mit klassizistischen Gusseisengittern. | 36414155 |                |
| Heiligenangerstraße 6 51° 59′ 6″ N, 9° 15′ 11″ O          | Löwentor                                         | Toranlage zwischen Lesesaal-Gebäude und Kurhotel als Eingang zum Kurpark, bestehend aus zwei kleinen Bauten aus Sandsteinquadern in Form eines Postamentes, darauf sitzender Löwe, das Pyrmonter Wappen präsentierend. Doppelfunktion als Torpfosten und als Kassenhäuschen. 1926–28. | 48142593 |                |
| Heiligenangerstraße 6 51° 59′ 6″ N, 9° 15′ 11″ O          | Lesesaal-Gebäude                                 | Verwaltungsgebäude. Zweigeschossiger, traufständiger Putzbau von elf Achsen Länge unter Walmdach mit zwei großen Sälen an der Heiligenangerstraße, hier hochrechteckige Fenster, zum Kurpark breiter Wandelgang mit Arkaden und kassettierter Decke. Bauzeitliche Innenausstattung des Lesesaals zum Großteil erhalten. Baujahr 1926 bis 1928. | 36414181 |                |
| Heiligenangerstraße 8-18, 20-30 51° 59′ 3″ N, 9° 15′ 9″ O | Arkaden                                          | Eingeschossiger Putzbau von 200 Metern Länge mit Ladeneinbauten und beidseitig vorgestellten Arkaden unter Flachdach. Mittig das Brandenburger Tor, ein konkav geschwungener Bau mit drei Rundbogentoren, erbaut 1926-1928 vom Berliner Architekten Carl Theodor Brodführer. | 36414439 |                |
| Heiligenangerstraße 9 51° 59′ 6″ N, 9° 15′ 12″ O          | Schauspielhaus                                   | Theater (Bauwerk). Freistehender zweigeschossiger, verputzter Eichenfachwerkbau mit Walmdach. Der ursprüngliche Eingang an der Hauptallee ist durch einen von sechs ionischen Säulen getragenen Portikus mit Gebälk und Dreiecksgiebel gegliedert und wirkungsvoll hervorgehoben. 1818 nach Entwurf von Baudirektor G. Dalwig errichtet, Innenumbau 1938 durch Baudirektor Hodler. | 36414232 | Weitere Bilder |
| Heiligenangerstraße 11/13 51° 59′ 4″ N, 9° 15′ 11″ O      | Geschäftshaus                                    | Geschäftshaus. Zweigeschossiger Ziegelbau mit Architraven und Stuckornamenten, erbaut um 1890 als Boutiquenbau. | 36414284 |                |
| Heiligenangerstraße 15 51° 59′ 3″ N, 9° 15′ 11″ O         | Geschäftshaus                                    | Geschäftshaus. Zweigeschossiger, siebenachsiger, symmetrischer Putzbau unter Krüppelwalmdach mit dreiachsigem Zwerchhaus und Dreiecksgiebel, Erdgeschoss mit Kolonnaden. Im Kern klassizistischer Boutiquenbau der Zeit vor 1800. | 36414362 |                |
| Heiligenangerstraße 32 51° 59′ 1″ N, 9° 15′ 7″ O          | Konzerthaus                                      | Verputzte Dreiflügelanlage in Tradition des Neoklassizismus mit schiefergedecktem Walmdach, deren verputzte Fassade durch hohe schmale Fensteröffnungen symmetrisch gegliedert ist. Zur Hauptallee hin halbrunder Turmanbau, im Süden dreiachsiger Portalvorbau, hinter dem sich eine breit gelagerte Wandelhalle anschließt. 1926–28 errichtet, 1987/88 teilweise verändert. | 36414569 |                |
| Kirchstraße 1-2 51° 59′ 5″ N, 9° 15′ 14″ O                | Hotel Kaiserhof                                  | Zweigeschossiger, durch breite, mit geschweiften Giebeln versehene Risalite gegliederter Putzbau in Kolossalarchitektur unter hohem Mansarddach mit zweigeschossigem Ausbau. Balkone im ersten Obergeschoss mit schmiede- und gusseisernen Elementen, Fenster teils mit Glasmalerei, zur Hauptallee im Erdgeschoss verglaste Veranda über die gesamte Fassadenbreite. 1910/11 nach Plänen von Heinrich Mogk erbaut. | 36414937 |                |
| Kirchstraße 3 51° 59′ 6″ N, 9° 15′ 15″ O                  | Wohn-/Geschäftshaus                              | Wohn-/Geschäftshaus. Dreigeschossiger, symmetrischer, vierachsiger verputzter Fachwerkbau mit Pilastergliederung unter Walmdach, im Kern um 1800, Balkonanlage 1882. | 36414963 |                |
| Kirchstraße 4 51° 59′ 6″ N, 9° 15′ 15″ O                  | Gasthaus                                         | Dreigeschossiger, dreiachsiger, giebelständiger Fachwerkbau unter Satteldach. Zur Hauptallee hin verputzt, im Kern vor 1800, Fassade an der Hauptallee durch Laden- und Verandenvorbau im Erd- und Obergeschoss stark verändert. | 36414988 |                |
| Kirchstraße 5 51° 59′ 7″ N, 9° 15′ 15″ O                  | Wohn-/Geschäftshaus                              | Wohn-/Geschäftshaus. Viergeschossiger verputzter Massivbau von drei Achsen unter Walmdach. Hauptalleeseite durch Laden- und Verandenvorbauten verändert, im Kern wohl um 1800 | 36415013 |                |
| Kirchstraße 6 51° 59′ 7″ N, 9° 15′ 15″ O                  | Haus Stecher                                     | Wohn-/Geschäftshaus. Dreigeschossiger, traufständiger, reich ornamentierter Putzbau unter Satteldach. Verschiedene Fensterformen. Eingangstür und Balkongitter an der Hauptalleeseite. Erbaut um 1905. | 36415036 |                |
| Kirchstraße 7 51° 59′ 7″ N, 9° 15′ 15″ O                  | Geschäftshaus                                    | Wohn-/Geschäftshaus. Dreigeschossiger, giebelständiger, symmetrisch angelegter Putzbau unter Satteldach. Rechts und links jeweils ein polygonaler zweigeschossiger Erker vorgelagert. An der Hauptalleeseite Balkonanlage mit Geländer und Säulen, Rundbogenfenster im ersten Obergeschoss, erbaut Mitte 19. Jh. | 36415061 |                |
| Kirchstraße 8 51° 59′ 8″ N, 9° 15′ 16″ O                  | Hotel Rasmussen                                  | Dreigeschossiger Putzbau mit Vorbauten an der Hauptallee. Im Erdgeschoss verglast, darüber Balkonanlage mit Balustrade, verschiedene Fensterformen, erbaut 1903. | 36415086 |                |
| Kirchstraße 9 51° 59′ 8″ N, 9° 15′ 16″ O                  | Gasthaus Residenz                                | Gasthaus. Dreigeschossiger Putzbau mit vorgelegter Balkonanlage, diese im südlichen Teil zur Hauptallee hin dreigeschossig. Der nördliche Teil mit Jugendstilornamenten unter Dreiecksgiebel und zweigeschossigem Balkon, massives Geländer im Obergeschoss. Hauptbau wohl erste Hälfte 19. Jh., Anbau Jugendstil-Klassizismus von 1910. | 36415112 |                |
| Kirchstraße 10 51° 59′ 9″ N, 9° 15′ 16″ O                 | Wohn-/Geschäftshaus                              | Wohn-/Geschäftshaus. Dreigeschossiger, traufständiger, ornamentierter Putzbau. Verschiedene Fensterformen, vierachsige, symmetrische Fassadendisposition an der Hauptallee, hier zweigeschossige, überdachte Balkonanlagen. Erbaut 1903. | 36415138 |                |
| Kirchstraße 11 51° 59′ 9″ N, 9° 15′ 16″ O                 | Wohn-/Geschäftshaus                              | Wohn-/Geschäftshaus. Dreigeschossiger Putzbau auf T-förmigem Grundriss. Gebäudeteil zur Hauptallee unter Mansarddach, Balkon im zweiten Obergeschoss. Dreiachsige Fassade an der Kirchstraße weit aus der Straßenflucht zurückgesetzt, jedoch mit einachsigem Mittelrisalit wiederum vortretend. Putzquaderung in allen Geschossen. | 36415163 |                |
| Kirchstraße 13 51° 59′ 12″ N, 9° 15′ 18″ O                | Wohn-/Geschäftshaus                              | Wohnhaus. Baujahr um 1900. | 36415188 |                |
| Königin-Emma-Platz 51° 59′ 0″ N, 9° 15′ 6″ O              | Schlossallee                                     | Breite Allee als Sichtachse zwischen dem Schloss mit Festungsgraft und dem südlichen Ende der Hauptallee mit dem Fontänenbrunnen als Eckpunkt. 1706 als „Neuer Canal“ mit begleitenden Bäumen und Wegen angelegt. | 48170548 |                |
| Kurpark 51° 59′ 10″ N, 9° 15′ 0″ O                        | Kurpark                                          | Historische Gartenanlagen mit barockem Alleensystem als herausragendem Element, kontinuierlich angelegt und erweitert seit Ende des 17. Jahrhunderts, einschließlich der Erweiterung um den Bergkurpark in der ersten Hälfte des 20. Jahrhunderts und der in den Kurpark integrierten Kleinarchitektur wie Pavillons, Brücken, Denkmale und Skulpturen, u. a. die Malerbrücke, die Sandsteinskulptur „Mädchen mit Gans“, das Denkmal Werner Dirks und der Schutzpavillon im Bergkurpark. | 36411639 | Weitere Bilder |
| Kurpark 51° 59′ 6″ N, 9° 15′ 3″ O                         | Brunnenhain                                      | Runde Brunnenanlage mit offenem halbrundem Brunnenhaus aus Sandstein und anschließender Rundpergola auf acht Stützen. Dahinter leicht vertieft der Brunnen mit Brunnenbecken und vollplastischer, stehender Mädchenfigur aus Bronze von Prof. Kurt Lehmann, Hannover. 1950. | 36415464 |                |
| Am Hylligen Born 9 51° 59′ 12″ N, 9° 15′ 6″ O             | CO2-Trockenbadehaus                              | Symmetrischer, eingeschossiger und traufständiger Putzbau von elf Achsen unter schiefergedecktem Walmdach in klassizistischer Formensprache. An der Nordfassade säulengetragener Frontispiz, im Giebelfeld das Pyrmonter Ankerkreuz. Inschrift: „MCML MENS SANA IN CORPORE SANO“ [1950 Ein gesunder Geist in einem gesunden Körper]. Südfassade mit Fledermausgauben und Fensterläden, in der Mittelachse überkuppelter Rundbau mit vorgelagerter Freitreppe. An den Schmalseiten bilden Pergolen den Übergang zur Parkanlage. 1950 erbaut.                                                                   | 36412185 |                |
| Kurpark 51° 59′ 7″ N, 9° 15′ 3″ O                         | Erdbeertempel                                    | Monopteros auf dreistufigem Sockel mit von acht ionischen Säulen getragenem kupfergedecktem Kuppeldach, erbaut um 1910. | 36415438 |                |
| Kurpark 51° 59′ 5″ N, 9° 14′ 48″ O                        | ehem. Gasbadehäuschen                            | Gartenpavillon, ehemals Gasbadehäuschen. Oktogonaler Bau unter sandsteingedecktem Kuppeldach mit profiliertem Traufgesims und Kugelbekrönung, erbaut 1833. | 36415683 |                |
| Kurpark 51° 59′ 5″ N, 9° 15′ 7″ O                         | Konzertmuschel                                   | Musikpavillon. Konzertmuschel, offener Betonbau auf Sockel, bestehend aus drei tragenden Wänden, darüber trapezförmiges, überstehendes Flachdach mit Akustikdecke, erbaut 1967. | 36415415 |                |
| Kurpark 51° 59′ 8″ N, 9° 14′ 53″ O                        | Teehaus                                          | Gartenhaus. Zweigeschossiger, verputzter Fachwerkbau mit quadratischem Grundriss und Pyramidendach. Auf allen Seiten umlaufende zweigeschossige Galerie auf Holzsäulen, im Obergeschoss mit hölzernem Geländer, erbaut um 1815. | 36415510 |                |
| Kurpark 51° 59′ 11″ N, 9° 14′ 53″ O                       | Toilettenhäuschen                                | Toilette. Fachwerkbau um 1900. | 36415561 | BW             |
| Kurpark 51° 59′ 11″ N, 9° 14′ 48″ O                       | Wetterhäuschen                                   | Gartenpavillon. Runder, halboffener Putzbau unter kegelförmigem Reetdach, erbaut um 1950 als Nachfolgebau des Borkenhäuschens. | 36415609 |                |
| Rathausstraße 1 51° 59′ 10″ N, 9° 15′ 25″ O               | Rathaus                                          | Dreigeschossiger, gelber Ziegelbau auf Souterrain unter Walmdach. Mittelrisalit mit geschweiftem Giebel und preußischem Wappen. Im Erdgeschoss Rundbogenfenster. Gliederungen aus Sandstein in Renaissanceformen, erbaut 1892. | 36413507 |                |
| Rathausstraße 2, 2A 51° 59′ 10″ N, 9° 15′ 27″ O           | Doppelhaus                                       | Eingeschossiger, verputzter Fachwerkbau unter Krüppelwalmdach auf erhöhtem Sockel. Symmetrisch angelegtes Doppelwohnhaus, erbaut um 1840. Rückseite mit unverputztem Fachwerk. Im Giebel von 2A originale Fenster. | 36416450 |                |
| Seipstraße 51° 59′ 13″ N, 9° 15′ 16″ O                    | Nebengebäude der Wandelhalle                     | Eingeschossiger Putzbau, erbaut in den 1920er Jahren. | 36417090 |                |

#### Villenbauten Bahnhofstraße
| Lage                                         | Bezeichnung                | Beschreibung | ID       | Bild |
| -------------------------------------------- | -------------------------- | --- | -------- | ---- |
| 51° 58′ 58″ N, 9° 15′ 23″ O                  | Villenbauten Bahnhofstraße | Baudenkmal-Gruppe. Ausgeprägtes Beispiel des großzügig angelegten gründerzeitlichen Stadterweiterungsgebietes mit Villen, umgebenden Gärten und Einfriedungen, erbaut zwischen 1875 und 1890. | 36411426 | BW   |
| Bahnhofstraße 7 51° 58′ 59″ N, 9° 15′ 23″ O  | Haus Günther               | Villa. Zweigeschossiger Putzbau auf gleichschenkligem L-förmigem Grundriss, erbaut um 1890. Nach Süden zwei Risalite, im Südosten mit drittem Geschoss, davor je eine hölzerne, zweigeschossige Balkonanlage. Dazwischen Eingangsbereich mit hölzernem Vordach auf weiblicher Herme und Hermensatyr, davor zweiarmige Freitreppe aus rotem Sandstein und Grottenarchitektur. Verschiedene Fensterformen, bauzeitliche Fenster. | 36412420 |      |
| Bahnhofstraße 9 51° 58′ 58″ N, 9° 15′ 24″ O  | Garten                     | Garten mit altem Baumbestand und bauzeitlicher Einfriedung. Um 1880. Pfeiler aus Sandstein, metallene Zaunfelder mit zwei je ein- und zweiflügeligen Toren. | 36412495 |      |
| Bahnhofstraße 9 51° 58′ 58″ N, 9° 15′ 25″ O  | Villa                      | Zweigeschossiger, traufständiger, reich ornamentierter Putzbau mit deutlich hervortretendem und überragendem Mittelrisalit. Um 1880. Dach auskragend mit Freigespärre auf Sandsteinkonsolen, Lambrequin, Wetterfahne. Verschiedene Fensterformen, Sandsteingeländer. | 36412444 |      |
| Bahnhofstraße 9 51° 58′ 59″ N, 9° 15′ 25″ O  | Remise                     | Eingeschossiger Putzbau mit Drempel unter Satteldach, erbaut um 1880. Dem Haupthaus folgende Gestaltung mit vereinfachter Ornamentierung, auskragendem Dach, Freigespärre auf einfachen Sandsteinkonsolen, Segmentbogenfenster. Heute Nutzung als Wohnhaus. | 36412470 |      |
| Bahnhofstraße 12 51° 58′ 58″ N, 9° 15′ 21″ O | Villa                      | Zweigeschossiger, giebelständiger Bruchsteinbau aus Sandstein unter Satteldach mit Lanzettfenstern, erbaut um 1875 von Friedrich Gösling. Mittig in der Fassade turmartiger Schornstein. Im Nordosten zweigeschossiger Runderker unter Kegeldach. Akroterien, gusseiserne Konsolen, bauzeitliche Fenster. | 36412517 |      |
| Bahnhofstraße 14 51° 58′ 57″ N, 9° 15′ 22″ O | Tannenhof                  | Villa. Zweigeschossiger, giebelständiger Bruchsteinbau aus Sandstein unter auskragendem Satteldach mit Freigespärre auf Steinkonsolen, erbaut um 1875 von Friedrich Gösling. Im Obergeschoss zwei Nischen mit jeweils einer Gipsfigur, teils bauzeitliche Fenster. | 36412540 |      |

### Einzelbaudenkmale
| Lage                                             | Bezeichnung                   | Beschreibung | ID       | Bild           |
| ------------------------------------------------ | ----------------------------- | --- | -------- | -------------- |
| Altenaustraße 2 51° 59′ 7″ N, 9° 15′ 22″ O       | Wohnhaus                      | Zweigeschossiger, traufständiger Putzbau unter Krüppelwalmdach. Sechsachsiger Bau mit Seitenrisaliten und Dreiecksgiebel mit Thermenfenster, im Norden hölzerne Balkonanlage auf ganzer Breite, erbaut in der zweiten Hälfte 19. Jahrhunderts. | 36411836 |                |
| An der Stadtkirche 1 51° 59′ 15″ N, 9° 15′ 20″ O | Stadtkirche                   | Christuskirche. Neugotische Hallenkirche aus Sandstein unter Satteldach mit hohem südlichem Fassadenturm mit Steinhelm. Hier auch der Eingang in der Achse der Kirchstraße über konvex angelegter Treppenanlage mit konkaven Wangen. Im Innern U-förmige, hölzerne Emporenanlage und eingezogener, fünfseitiger Chor mit zwei expressionistischen Chorfenstern. Erbaut 1872–77 von August Friedrich Wilhelm Orth. | 36412236 | Weitere Bilder |
| An der Stadtkirche 3 51° 59′ 17″ N, 9° 15′ 19″ O | Villa                         | Zweigeschossiger, sechsachsiger Putzbau mit Stuckornamenten unter Satteldach mit zweigeschossiger, gusseiserner Veranda und Einfriedungen, erbaut 1907. | 36412261 |                |
| Bahnhofstraße 51° 58′ 59″ N, 9° 15′ 21″ O        | Schlangenbrunnen              | Brunnen. Brunnen mit Bronzeplastik auf Sockel: Junge mit Schlange, aus deren Maul der Wasserstrahl in eine dreieckige Brunnenschale aus Sandstein läuft, 1959 von Peter Szaif. | 36412353 |                |
| Bahnhofstraße 1 51° 59′ 1″ N, 9° 15′ 19″ O       | Villa Stenzel                 | Zweigeschossiger, fünfachsiger, traufständiger Putzbau unter Satteldach, erbaut Mitte 19. Jh. Putzquaderung, mittiger Eingang, Konsolgesims. | 36412374 | BW             |
| Bahnhofstraße 2 51° 59′ 0″ N, 9° 15′ 17″ O       | Villa                         | Zweigeschossiger Massivbau mit Mezzanin, erbaut um 1890. Putzgliederungen, Putzquaderung im Erdgeschoss, oktogonaler Altan im Nordosten mit gusseisernen Säulen und Glasdach auf Konsolen. | 36412397 |                |
| Bahnhofstraße 19 51° 58′ 56″ N, 9° 15′ 30″ O     | Villa                         | Zweigeschossiger Ziegelbau mit Putzgliederung unter Halbwalmdach, erbaut um 1900. Im Süden Seitenrisalit mit gekuppelten Fenstern und Treppenhausanbau. Hier Eingang mit doppelflügeliger Tür mit Oberlicht. Davor Altan mit Jugendstilverglasung. Im Norden oktogonaler Erker mit Mezzanin. | 36412588 |                |
| Bahnhofstraße 21 51° 58′ 55″ N, 9° 15′ 31″ O     | Villa                         | Zweigeschossiger, ornamentierter Putzbau unter Walmdach, erbaut um 1900. Gegliedert durch verschiedene Fensterformen wie Bi- und Triforien, Segment- und Rundbogenfenster. | 36412611 | BW             |
| Bahnhofstraße 30 51° 58′ 53″ N, 9° 15′ 31″ O     | Villa                         | Zweigeschossiger ornamentierter Putzbau unter Krüppelwalmdach, erbaut um 1900. Seitenrisalit mit Verandenanbau im Süden, Zwerchhaus im Norden, Putzquaderung im Erdgeschoss. Bauzeitliche Einfriedung mit Pfosten, Zaunfeldern und zweiflügeligem Eingangstor. | 36412634 | BW             |
| Bathildisstraße 3 51° 59′ 4″ N, 9° 15′ 22″ O     | Haus Bathildis                | Wohnhaus. Reich ornamentierter, zweigeschossiger, verputzter Massivbau unter Mansarddach auf Souterrain, erbaut um 1900. Symmetrische Fassade mit Seitenrisaliten und Loggien. Im Osten eingerücktes Treppenhaus. Bauzeitliche Fenster überwiegend erhalten. | 36412725 |                |
| Bathildisstraße 6 51° 59′ 3″ N, 9° 15′ 23″ O     | Villa                         | Zweigeschossiger Putzbau unter Walmdach auf Substruktion, erbaut um 1925. Kubischer Baukörper, symmetrisch gegliedert durch Pilaster, expressionistische Details. Über der mittigen bauzeitlichen Eingangstür steinerner Altan mit Balustergeländer im Obergeschoss, davor sechsstufige Außentreppe aus Sandstein.                                                                                                | 36412748 |                |
| Bismarckstraße 51° 59′ 20″ N, 9° 15′ 39″ O       | Dunsthöhle                    | Dunsthöhle. Brunnenhaus. Eingeschossiger, halbrunder Bau in Mischbauweise aus Bruchstein und Glas unter Flachdach. Erbaut um 1955, Verglasung Ende 20. Jh. Bruchsteinerne Brunnenfassung von 1720 als Risalit mit Blendbogen und Inschrifttafel, Quellfassung 1818 erneuert. | 36412867 | Weitere Bilder |
| Bismarckstraße 51° 59′ 20″ N, 9° 15′ 40″ O       | Kurfürstenstein               | Gedenkstein. Sandsteinblock mit Kupfertafel zum Gedenken an Friedrich Wilhelm von Brandenburg, den „Großen Kurfürsten“, errichtet 1907. | 36412891 |                |
| Bismarckstraße 8 51° 59′ 18″ N, 9° 15′ 33″ O     | Oberförsterhaus               | Villa. Zweigeschossiger Bau in Hanglage auf unregelmäßigem Grundriss, erbaut 1903–05. Bruchsteinmauerwerk, darüber Fachwerk. Terrassen und Altan, Balkon und Loggia, abgetreppte Giebel, teils bauzeitliche Dachdeckung in Rauten-Betondachstein. Einfriedung mit Zaunpfosten in Bruchsteinmauerwerk und hölzernen Türen von 1940.                                                                                | 36412914 |                |
| Bismarckstraße 12 51° 59′ 18″ N, 9° 15′ 29″ O    | Kurheim Friedrichshöhe        | Kurhaus. Zweigeschossiger Bau auf T-förmigem Grundriss in Mischbauweise aus Bruchstein, Putz mit Werkstein und Fachwerk erbaut 1901. Verschiedene Fensterformen, belebte Dachlandschaft. Erweiterung nach Osten ab 1903. Architekten: Hakenholz & Brandes, Hannover. | 36412937 |                |
| Bismarckstraße 17 51° 59′ 17″ N, 9° 15′ 23″ O    | Haus Waldtraut                | Villa. Zweigeschossiger Putzbau unter Mansarddach, erbaut ab 1907. Seitliches Zwerchhaus, hölzerne Vorbauten, mit Holzschindeln verkleidete Giebelbereiche, Terrassenanlage mit Bruchsteinmauer. Teils bauzeitliche Fenster und Türen, Vorgarten. | 36413035 |                |
| Bombergallee 51° 59′ 55″ N, 9° 15′ 17″ O         | Spelunkenturm                 | 27 Meter hoher Aussichtsturm in genietetem Stahlfachwerk mit 139 Stufen. Grundsteinlegung: 2. September 1896, erbaut vom Pyrmonter Baumeister Friedrich Gösling, der zugleich Vorsitzender der Gesellschaft „Spelunke“ war. | 36416377 | Weitere Bilder |
| Bombergallee 51° 59′ 19″ N, 9° 15′ 11″ O         | Friedrichsquelle              | Brunnenhaus. Runder Sandsteinbau in Hanglage unter Kegeldach mit Schieferdeckung. Eine zweiläufige, halbrunde, außenliegende Treppenanlage führt zum Austrittsloch der Quelle mit Brunnenmaske herab. Hier eine segmentbogenförmige Aufweitung. Lisenen am massiven Kernbau werden in einer Höhe von 2/3 zu freistehenden Stützen. Erbaut 1953.                                                                   | 36413133 |                |
| Bombergallee 51° 59′ 24″ N, 9° 15′ 11″ O         | Jüdischer Friedhof            | Reste des um 1788 gegründeten jüdischen Friedhofs nördlich der Friedrichsquelle mit 79 Grabsteinen des 19. und 20. Jahrhunderts, bis 1934 belegt. 1948 Aufstellung der nach der Zerstörung 1938 noch vorhandenen Grabsteine und Errichtung eines Gedenksteins „Dem Andenken ihrer jüdischen Mitbürger / Die Stadt Bad Pyrmont“. 1996/97 Freilegung von 57 vergrabenen Steinen und Neuaufstellung.                 | 36413159 | Weitere Bilder |
| Bombergallee 3 51° 59′ 19″ N, 9° 15′ 8″ O        | Haus Kurgarten                | Hotel. Zweigeschossiger, ornamentierter Putzbau auf polygonalem Grundriss unter Mansarddach, erbaut 1911. Asymmetrische Fassade mit teils säulengetragenen Vorsprüngen und Rücksprüngen, Putzquaderung im Erdgeschoss, variierende Fensterformen. Eingangsbereich in volutengiebelbekröntem Risalit mit Säulenportikus.                                                                                           | 36413207 |                |
| Bombergallee 9 51° 59′ 24″ N, 9° 15′ 9″ O        | Quäker-Friedhof               | Rasenfläche südöstlich des Quäkerhauses mit einer Stützmauer aus Bruchsteinen im Norden. Hier bronzene Inschriftentafeln mit Namen und Lebensdaten. Ausschließlich Urnenbestattung. Umfassungsmauer mit metallenem Gartentürchen und Sandsteinstufen herab. Anlage des Friedhofes laut Inschrift 1893, jedoch wohl älter.                                                                                         | 36418014 | Weitere Bilder |
| Burgwaldhof 52° 0′ 14″ N, 9° 15′ 9″ O            | Denkmal Kaiser Friedrich III. | Denkmal Kaiser Friedrich III. aus Sandstein. Auf einem Postament steht der Kaiser mit Fernglas in der rechten Hand, mit der Linken auf einen Baumstumpf mit darauf liegender Karte gestützt. 1909 zur Eröffnung der Sennhütte auf dem Bomberg vom Bildhauer Paul Laun, Holzhausen, errichtet. | 36416425 | BW             |
| Friedrichstraße 2 51° 59′ 18″ N, 9° 15′ 18″ O    | Villa                         | Eineinhalbgeschossiger Putzbau auf hohem Bruchsteinsockel mit Drempelgeschoss und Zierfachwerk in historisierender Gestaltung, mit straßenseitiger, zinnenbekrönter Einfriedungsmauer, erbaut 1898. | 36413789 |                |
| Goethestraße 1 51° 58′ 58″ N, 9° 15′ 12″ O       | Villa                         | Zweigeschossiger, reich ornamentierter Putzbau mit Vor- und Rücksprüngen in den Fassaden. Auf Souterrain, mit Mezzaningeschoss. Putzquaderung an den Gebäudeecken, Stuckornamente, Gesimsbänder, Architrave, Pilaster, Balustergeländer und farbige Treppenhausverglasung, erbaut 1898. Mit straßenseitiger Einfriedung.                                                                                          | 36413835 |                |
| Kurpark 51° 59′ 7″ N, 9° 14′ 42″ O               | Großes Palmenhaus             | Orangerie. Eingeschossiger, zwölfachsiger, symmetrisch angelegter Putzbau unter Mansarddach mit vierachsigem Mittelteil, darüber Dreiecksgiebel mit Ochsenauge. Im Osten zweiflügelige Eingangstür, Fliesen im Eingangsbereich, Fensterflächen der Südfassade mit Öffnungsmechanik. Erbaut 1909. | 44468827 |                |
| Kurpark 51° 59′ 6″ N, 9° 14′ 44″ O               | Kleines Palmenhaus            | Orangerie. Langgestreckter eingeschossiger, verputzter Massivbau mit verbretterten Giebeln und Satteldach mit Teilverglasungen. Zweiflügeliges Rundbogentor und flankierende Türen an der Südseite, Birnbaum-Spalier an der Ostseite, erbaut 1909. | 36418085 |                |
| Lägerstraße 2 51° 59′ 14″ N, 9° 15′ 24″ O        | Liboriushaus                  | Gästehaus. | 43950530 |                |
| Rathausstraße 7 51° 59′ 12″ N, 9° 15′ 30″ O      | Wohnhaus Stadtarchiv          | Zweigeschossiger Putzbau mit Mezzanin in spätklassizistischen Formen, erbaut um 1860. | 36416473 |                |
| Rathausstraße 16 51° 59′ 11″ N, 9° 15′ 34″ O     | Villa                         | Zweigeschossiger Putzbau mit Mezzanin unter Satteldach. Mittelrisalit mit Dreiecksgiebel, davor Balkonanlage auf korinthischen Säulen mit Balustrade und Windschutzverglasung. Reiche Stuckornamentik, erbaut um 1900. | 36416496 |                |
| Rathausstraße 18 51° 59′ 11″ N, 9° 15′ 36″ O     | Villa                         | Reich ornamentierter, zweigeschossiger, giebelständiger Putzbau auf Souterrain mit Stuckornamenten unter Satteldach. Davor Balkonanlage, im Erdgeschoss verglast. Rundbogenfenster, erbaut um 1900. | 36416519 |                |
| Säuerlingsgasse 51° 59′ 15″ N, 9° 15′ 34″ O      | Säuerlingsbrunnen             | Brunnenhaus. Bruchsteinbau mit Glockendach und mittiger Laterne, erbaut in der ersten Hälfte des 20. Jahrhunderts über der Bergsäuerlingsquelle. | 36416542 |                |
| Schloßplatz 1 51° 58′ 57″ N, 9° 14′ 58″ O        | Haus Dirks                    | Villa. Zweigeschossiger, vierachsiger Putzbau auf Bruchsteinsockel unter Mansarddach. Erdgeschoss hervortretend, darüber Balkon auf ganzer Fassadenbreite, erbaut um 1910. | 36416566 |                |
| Schloßstraße 2 51° 58′ 58″ N, 9° 15′ 8″ O        | Villa                         | Zweigeschossiger Putzbau mit asymmetrisch angeordnetem Risalit mit Dreiecksgiebel unter Walmdach mit fein gearbeiteten Stuckornamenten und Putzquaderung, erbaut um 1880. | 36416884 |                |
| Schloßstraße 5 51° 58′ 59″ N, 9° 15′ 4″ O        | Linden-Villa                  | Zweieinhalbgeschossiger Bau auf Bruchsteinsockel, im Erdgeschoss Putz, darüber rote Ziegel unter Krüppelwalmdach. Sechsachsig mit zweiachsigem Mittelrisalit mit Zwerchhaus, Freigespärre und Lambrequin. Gusseiserne Balkonanlage im Erdgeschoss und im ersten Obergeschoss, verschiedene Fensterformen, Vorgarten. Erbaut um 1890.                                                                              | 36416928 |                |
| Schloßstraße 8 51° 58′ 59″ N, 9° 15′ 1″ O        | Villa                         | Zweigeschossiger, traufständiger Ziegelbau unter Mansarddach in Schieferdeckung mit Putzgliedern in zeitüblicher Gestaltung. Zweigeschossige Balkonanlage auf ganzer Fassadenbreite mit gusseisernen Gittern, bauzeitliche Fenster, erbaut 1886. | 36416951 |                |
| Schloßstraße 9 51° 58′ 58″ N, 9° 15′ 0″ O        | Villa                         | Zweigeschossiger, traufständiger Putzbau auf Souterrain unter Mansarddach in Schieferdeckung mit Mittelrisalit. Gusseiserne Balkon- und Firstgitter, bauzeitliche Fenster, erbaut um 1900. | 36416974 |                |
| Schloßstraße 10 51° 58′ 58″ N, 9° 14′ 58″ O      | Villa Königin Luise           | Villa. Zweigeschossiger Putzbau auf Souterrain unter Mansarddach mit Stuckornamenten. Vor- und Rücksprünge in den Fassaden, massive und hölzerne Balkonanlagen, teils bauzeitliche Fenster, eiserne Geländer, Vorgarten, erbaut 1910. | 36416997 |                |
| Schloßstraße 17 51° 58′ 58″ N, 9° 14′ 48″ O      | ehem. Gärtnerhaus             | Wohnhaus. Barocker eingeschossiger, fünfachsiger, traufständiger, verputzter Fachwerkbau mit Eckquaderung unter Mansarddach in Sandsteindeckung mit drei Gauben. Mittiger Quereingang mit Doppelflügeltür und Oberlicht über zwei Sandsteinstufen. Als ehemaliges Gärtnerhaus des Schlosses Mitte des 18. Jahrhunderts erbaut.                                                                                    | 36417021 |                |
| Zimmermannstraße 2 b 51° 59′ 8″ N, 9° 14′ 44″ O  | Villa Dirks                   | Zweigeschossiger Putzbau unter Walmdach mit bauzeitlichen Fenstern, zwischen Palmenhäusern und Kurpark 1908 erbaut für den Gartendirektor Werner Dirks. | 36417237 |                |

## Thal
Baudenkmale im Ortsteil Thal.
| Lage                                       | Bezeichnung              | Beschreibung                                                                                                 | ID       | Bild |
| ------------------------------------------ | ------------------------ | --- | -------- | ---- |
| Hauptstraße 25 51° 59′ 19″ N, 9° 18′ 52″ O | Wohn-/Wirtschaftsgebäude | Vierständerbau unter Satteldach mit leicht ausmittiger Längsdiele, erbaut 1725.                              | 36417682 | BW   |
| Hauptstraße 28 51° 59′ 17″ N, 9° 18′ 52″ O | Wohn-/Wirtschaftsgebäude | Ehemaliges Durchgangsdielenhaus, Vierständerbau unter Satteldach, erbaut 1751.                               | 36417705 | BW   |
| Hauptstraße 31 51° 59′ 20″ N, 9° 18′ 55″ O | Wohn-/Wirtschaftsgebäude | Vierständerbau mit Längsdurchgangsdiele unter Satteldach, erbaut in der zweiten Hälfte des 18. Jahrhunderts. | 36417726 | BW   |
| Hauptstraße 40 51° 59′ 20″ N, 9° 18′ 57″ O | Scheune                  | Bruchsteinbau mit seitlicher Längseinfahrt von 1839.                                                         | 36417749 | BW   |
| K 40, km 3,100 51° 59′ 18″ N, 9° 18′ 39″ O | Brücke über WL Emmer     | Straßenbrücke mit drei Segmentbögen, wohl aus Beton, Ansichtsflächen bossierte Sandsteinquader, erbaut 1902. | 36417772 | BW   |
| L 426, km 2,300 51° 58′ 32″ N, 9° 18′ 5″ O | Grenzstein               | Grenzstein                                                                                                   | 36417868 | BW   |